# Color en los seres vivos
El color en los seres vivos, también es llamado color en la naturaleza o color en los organismos, es un fenómeno biológico compuesto por dos perspectivas, la apariencia de los organismos y la capacidad de visualizarlos, de tal manera que, el color es una propiedad tanto del objeto coloreado como de la percepción del animal que lo observa. La coloración en la naturaleza siempre ha llamado la atención del ser humano, los llamativos colores de los animales, las plantas y los hongos generan enorme interés.
Las funciones biológicas que se han identificado del color en los organismos son: comunicación, selección sexual, camuflaje, mimetismo, aposematismo, reconocimiento.   

Hay varias formas de producir color: puede ser por descomposición de la luz blanca, por absorción de luz o por emisión de luz. En el primer caso no es muy importante con qué sustancia está interactuando la luz, pero en los dos últimos sí importa mucho la estructura atómica o molecular de la sustancia. Por lo tanto,  el color en los seres vivos se produce de tres formas que en diversas combinaciones generan la apariencia del color de los organismos: pigmentos, color estructural y bioluminiscencia. Estas combinaciones son dinámicas y varían con la edad, la época del año, la genética, la alimentación o el ambiente. 

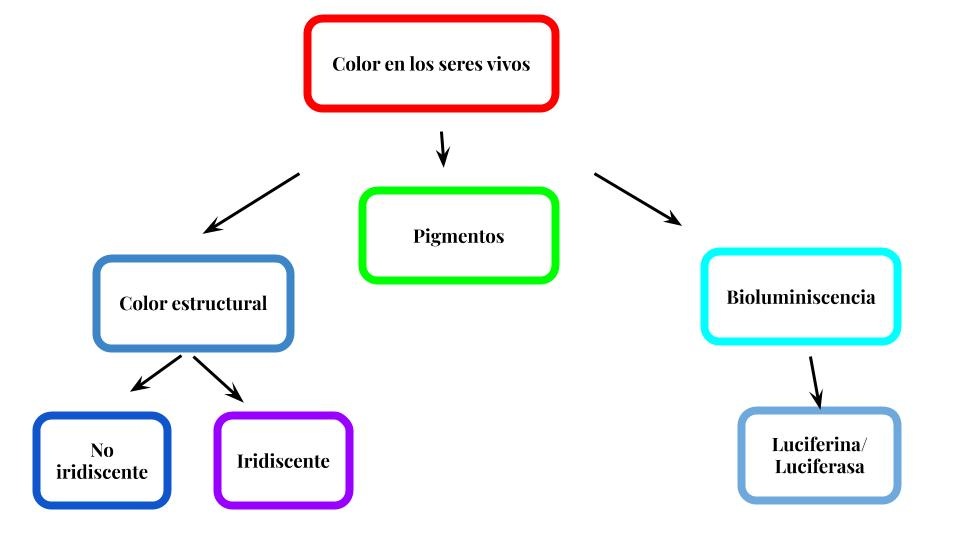

El color en la naturaleza ha servido para inspirar en el arte, la literatura, la arquitectura, el diseño, la moda y tiene aplicaciones tecnológicas innovadoras. El color en los organismos es el objeto de estudio de la ciencia del color, incluso hay una subdisciplina biológica encargada de investigar la denominada biología del color.
El fenómeno biológico de la coloración implica a todo el color del organismo y patrones de color como las manchas de los leopardos o peces, las rayas de las cebras y los ocelos que generan ilusiones visuales para literalmente "despistar al enemigo" y ornamentos para llamar la atención  en las aves que exhiben una amplia gama de colores y adornos basados en pigmentos como los carotenoides que colorean de rojo, naranja, amarillo y por coloración estructural que se perciben como azul, verde, violeta e iridiscente para atracción.
 

El color de los organismos genera una relación dinámica con el entorno para comunicarse, esconderse o resaltar, cambia en las distintas etapas del desarrollo, las estaciones, el ambiente, el alimento o el clima, por lo que constituye un tema de estudio realmente interesante.

## La biología del color
El estudio del color en los seres vivos se realiza principalmente desde la biología del color que incluye un conjunto de centrados en el estudio del color y la percepción del color, la visión del color y todas sus implicaciones. En la página dedicada a la Cronología biología del color se pueden consultar algunos de los eventos más relevantes en la Historia de la Biología del Color. 
La coloración de la naturaleza fue fuente de estudio e inspiración desde la antigüedad naturalista como Aristóteles y Linneo la abordaron, Darwin y Wallace la implementaron en su visión evolutiva. Algunos de los textos de los naturalistas sobre color más antiguos se pueden consultar en la Biodiversity Heritage Library
Actualmente el color en los seres vivos es estudiado por la denominada ciencia del color, es un área de investigación activa que se realiza en varios laboratorios de investigación científica, implica investigación multidisciplinaria y de diversos enfoques como la física, en especial la óptica, la química y la biología. Algunos estudios se realizan observando directamente la naturaleza, otros se realizan en el laboratorio haciendo experimentación, pero también son importantes los estudios que se realizan en las colecciones biológicas, a esto se denomina museonómica, y por último están todos aquellos estudios y modelos que se realizan in silico utilizando el cómputo, las investigaciones pueden aplicar uno o más de estos procedimientos científicos.
Desde el punto de vista biológico el color es estudiado generalmente por disciplinas como la evolución, la ecología, estudios de evo-devo,  la etología y las neurociencias. En muchos casos el color en los organismos se reporta como una cualidad pero existen propuestas interesantes para medir y cuantificar este fenómeno en los seres vivos. Desde la ecología el estudio del color se evoca a entender la función del color como medio de comunicación y señalización. También es un tema de estudio abordado por la paleontología, pues un tema a investigar es la producción y las funciones del color en los organismos fósiles.
Los estudios se refieren a organismos, taxones, algunas de sus partes, comportamiento, los colores propiamente, y en muchos casos se combinan estas perspectivas.
Existen estudios centrados en algunos de los colores, por ejemplo el azul, este color es poco común en los seres vivos y ha sido el centro de varias investigaciones para determinar por ejemplo, los casos en los que se genera  en las plantas por pigmentos como las antocianinas o por color estructural, su presencia en las aves, arañas y en escarabajos.
Entre los organismos más estudiados por sus colores, sus patrones de color o por la percepción del color están los escarabajos, las mariposas, las aves y los humanos por supuesto. En el área biomédica es también un tema de interés, en la base de datos de literatura PubMed se pueden localizar centenares de artículos que se refieren al color, la mayoría hacen referencia a los humanos o a algún otro ser vivo.
Las señales visuales son parte del comportamiento de los seres vivos, consisten en una forma de comunicación, implica generalmente la interacción entre la apariencia, la coloración y el patrón de coloración de los organismos y la visión, especialmente la percepción del color. Es un tema ampliamente estudiado por la biología del color, en este ámbito resaltan los estudios realizados en insectos, anfibios, moluscos y aves.Las señales de comunicación en los seres vivos pueden ser químicas, acústicas y visuales.
La asignación del color a los seres vivos se hace con base en sistemas de color o color charts, uno de estos sistemas más usados en biología es el libro de Nomenclatura del color de Werner.

## El color en los seres vivos en el medio audiovisual
Varios de estos temas han servido para realizar películas, programas de televisión y videos sobre la vida silvestre
| Título                    | Tipo       | Año  | Tema |
| ------------------------- | ---------- | ---- | --- |
| Lo que el pulpo me enseño | Documental | 2020 | La biología del pulpo común, se puede apreciar la importancia del camuflaje en la vida de este molusco            |
| Life in colour            | Documental | 2021 | Distintas facetas del color en los seres vivos                                                                    |
| Planet Fungi              | Documental | 2020 | Todavía no es posible verlo en la región pero se pueden ver algunos videos breves sobre algunos hongos de colores |

### Lo que el pulpo me enseñó
"Lo que el pulpo me enseñó" (My octopus teacher en inglés) es un documental sobre el cefalópodo Octopus vulgaris que vive en Sudáfrica en un bosque de algas kelp se muestran diversas facetas del organismo, su ciclo de vida y pueden verse los distintos camuflajes con su ambiente resultado del funcionamiento de los cromóforos de su piel que generan colores patrones y texturas impresionantes, el narrador Craig Foster consultó artículos científicos para estudiar sobre el molusco

### El documental Attenborough's Life in Colour
En el 2021 la BBC estrenó un documental presentado por el divulgador de la ciencia británico David Attenborough llamado "Attenborough's Life in Colour" en el que se abordan varios de los temas de la biología del color, explicando de manera sencilla y con escenas en distintos ecosistemas del mundo el papel fundamental que juega el color en la vida diaria de muchas especies, los episodios son:
1. Escondiéndose en el color
2. Viendo en color

## Pigmentos ( moléculas que producen color )
Los pigmentos en los seres vivos se generan por biosíntesis en las plantas y hongos, o por síntesis y alimentación, en los animales, los pigmentos son la forma más común de coloración en las especies biológicas. Los pigmentos son partículas de color insolubles, en las plantas los principales pigmentos biológicos son de una amplia variedad de formas, algunas con estructuras grandes y muy complejas, los más frecuentes se clasifican en clorofilas, carotenoides, flavonoides y betalaínas. 

#### Pigmentos y color en los seres vivos
| Pigmento     | Cantidad                | Tipos más comunes                                                | Dónde se encuentran | Ejemplos de coloración tipica              |
| Clorofilas   |                         | Clorofilas                                                       | Plantas verdes, algas, cianobacterias, diatomeas | Verde                                      |
| Carotenoides | 1204 (1 nov 2020)       | Carotenos y xantofilas (por ejemplo, astaxantina)                | Bacterias. Plantas verdes (enmascaradas por clorofila), vegetales como zanahorias, mangos, etc. Algunas aves, peces y crustáceos los absorben a través de sus dietas. | Naranjas, rojos, amarillos, rosas          |
| Flavonoides  | 7000 (500 antocianinas) | Antocianinas, auronas, chalconas, flavonoles y proantocianidinas | Produce muchos colores en flores. Común en plantas como bayas, berenjenas y frutas cítricas. Presente en ciertos tés, vinos y chocolates.                             | Amarillo, rojo, azul, violeta              |
| Betalaínas   |                         | Betacianinas y betaxantinas                                      | Flores y hongos | Rojo a violeta, también amarillo a naranja |
| Melaninas    |                         | Eumelanina y Feomelanina                                         | Mamíferos | Negro hasta el arenoso y el rojo           |

Referencias de la tabla
Hay cuatro tipos de clorofila: clorofila a, que se encuentra en todas las plantas superiores, algas y cianobacterias; clorofila b, que se encuentra en plantas superiores y algas verdes; clorofila c, que se encuentra en diatomeas, dinoflagelados y algas pardas; y clorofila d, que se encuentra solo en las algas rojas. Las betalaínas son metabolitos secundarios, se dividen en dos grupos estructurales principales, betacianinas y betaxantinas, caracterizadas por producir coloraciones rojo violeta y amarillo anaranjado en las flores, inflorescencias, pecíolos, brácteas, frutos, semillas, tallos, hojas y raíces de las plantas.
Para los animales resaltan la melanina que se encuentra en los mamíferos, es responsable del color de la piel, el iris, el cabello y el pelaje. Existen diferentes dos tipos de melanina la eumelanina y la  feomelanina que producen una amplia gama de colores, desde el negro hasta el arenoso y el rojo. Los pigmentos en los animales se encuentran en las células pigmentarias como los melanocitos en los mamíferos o en cromatóforos en los moluscos peces y anfibios . Un pigmento común en los animales, especialmente en los mamíferos es la melanina presente en células de la epidermis (melanocitos), la retina, algunas neuronas y adipocitos. Los pigmentos pueden estar presentes en diversas estructuras y tienen diferentes funciones biológicas, por ejemplo la biliverdina da color azul a los huevos de las aves.

## Color estructural
El color estructural apareció en los seres vivos durante la explosión del Cámbrico hace 500 millones de años, cuando las criaturas vivientes comenzaron a desarrollarse y diversificarse rápidamente. El color estructural se reconoce por generar tonos de azules y violetas fuertes y brillantes muy comunes en mariposas, aves y arañas, así como los tonos llamativos y metálicos de algunos escarabajos.
Las partes de los animales que presentan color estructural son piel, plumas, escamas, ojos, papadas. Para las plantas se ha reportado en frutos.
El color estructural también se obtiene en pulpos, peces y reptiles a través de los iridóforos un tipo de cromatóforos que producen iridiscencia, estos organelos generalmente tienen guanina pero se ha encontrado también una proteína denominada reflectina.
En las plantas David W. Lee es pionero en el estudio del color estructural y la iridiscencia en las plantas. Uno de los casos más llamativos del color estructura en frutos es el de Pollia condensata que presenta el color iridiscente más azul e intenso que se haya identificado en algún ser vivo.
El color estructural, por sus características, se divide iridiscente y no iridiscente.
Este color producido por fenómenos físicos ha sido ampliamente estudiado en los últimos años y ha producido productos tecnológicos y para la industria biomiméticos basados en bioinspiración.

#### Iridiscencia
La iridiscencia es resultado del efecto de la luz en las nanoestructuras de los organismos lo que produce colores brillosos y de arcoíris. Esta coloración se encuentra animales como los moluscos, los reptiles y las aves algunos ejemplos son Achalinus zugorum encontrada en Vietnam y Sepia officinalis.

## Funciones biológicas del color en los seres vivos
Las funciones biológicas del color en los organismos son diversas, dependen del taxón y la estructura en cuestión, pero resaltan la comunicación, la selección sexual, la defensa, el camuflaje. Por ejemplo, en las plantas el color floral y frutal juega un papel clave como señal visual y es de gran importancia en la configuración de las interacciones planta-polinizador. Son un tema interesante y de interés principal para los biólogos, existen varios textos sobre el tema, por ejemplo varias de las funciones de la coloración para dificultar el ataque y evitar la depredación son: coincidencia de fondo, camuflaje disruptivo, sombreado y contrasombreado, transparencia, aposematismo, mimetismo mulleriano y batesiano, enmascaramiento y deslumbramiento.
El camuflaje es un ejemplo de adaptación, mediante el cual los animales e incluso algunas plantas evitan la detección o el reconocimiento al asemejarse al fondo general u objetos específicos.
La cripsis consiste en pasar desapercibido, es un organismo difícil de detectar.
La coloración disruptiva se caracteriza por elementos con patrones de alto contraste que rompen el contorno del cuerpo, haciendo que un animal sea más difícil de detectar o reconocer.
La forma más conocida de cripsis es la coincidencia de fondo, mediante la cual el color y el patrón del organismo se asemejan mucho a las propiedades visuales de su entorno
La detectabilidad también se puede reducir mediante el sombreado, mediante el cual un objeto es más oscuro en una superficie que enfrenta una mayor intensidad de luz, esto reduce la capacidad del cuerpo del animal para proyectar una sombra y oculta la forma tridimensional del cuerpo.
La transparencia, donde la luz transmitida a través del cuerpo hace que el portador sea prácticamente invisible, es muy común en organismos acuáticos para lograr el  camuflaje
La mascarada, enmascaramiento o disfraz es el fenómeno que describe la semejanza de un organismo con un objeto no comestible y se supone que facilita la identificación errónea de ese organismo por parte de sus depredadores o sus presas algunos ejemplos son orugas o insectos que parecen excrementos de pájaros, ramitas, hojas o piedras, por ejemplo.
La coloración en los seres vivos es un proceso dinámico, muchos animales pueden cambiar de apariencia con el tiempo, desde insectos, crustáceos peces, hasta reptiles y anfibios, en unos casos cambian durante el ciclo de vida, en otros con las estaciones o por efectos del ambiente y en algunos casos los cambios son lentos y en otro son cambios muy rápidos como es el caso de las sepias.

## Galería

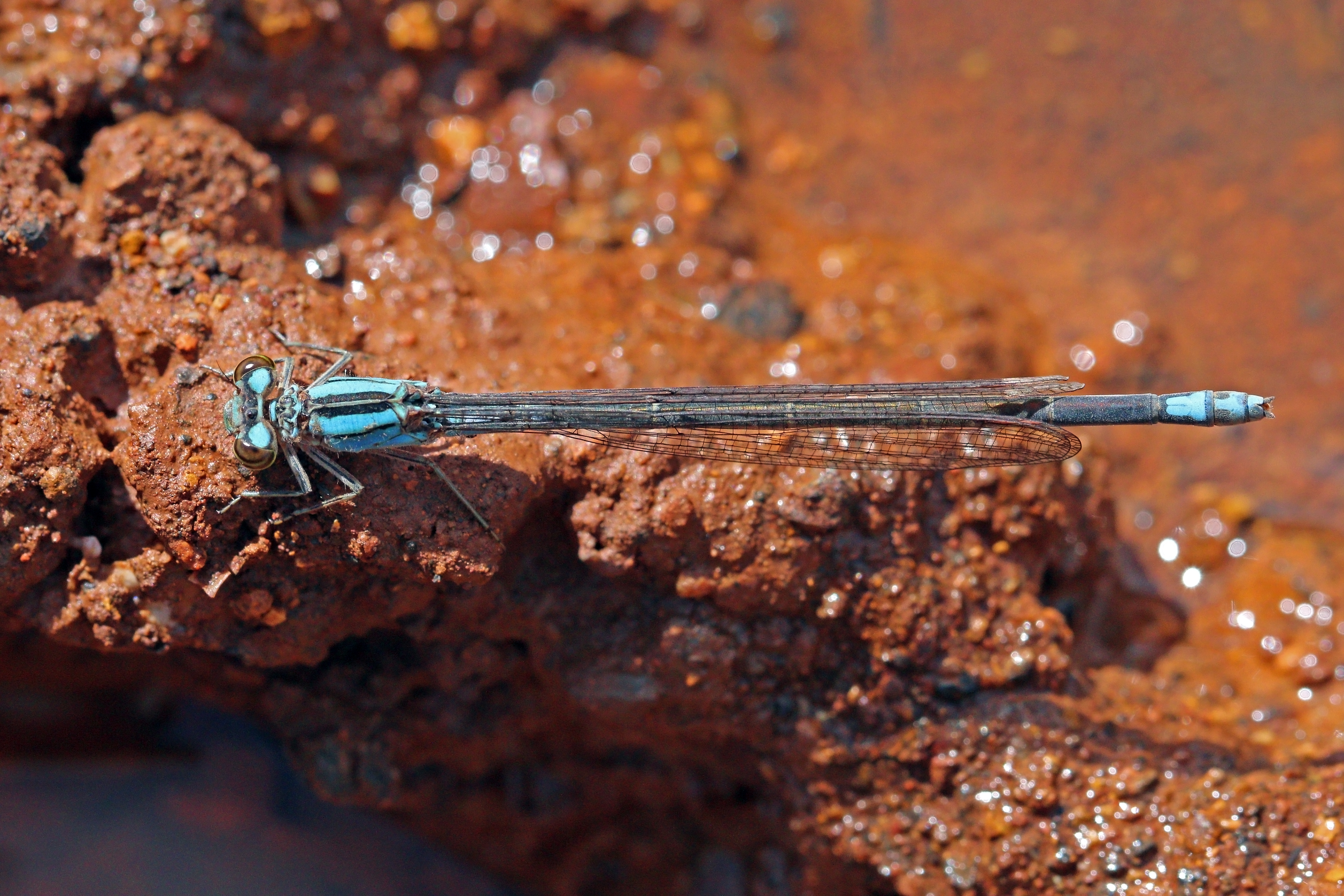
Los odonatos tienen colores llamativos resultado de color estructural y pigmentos
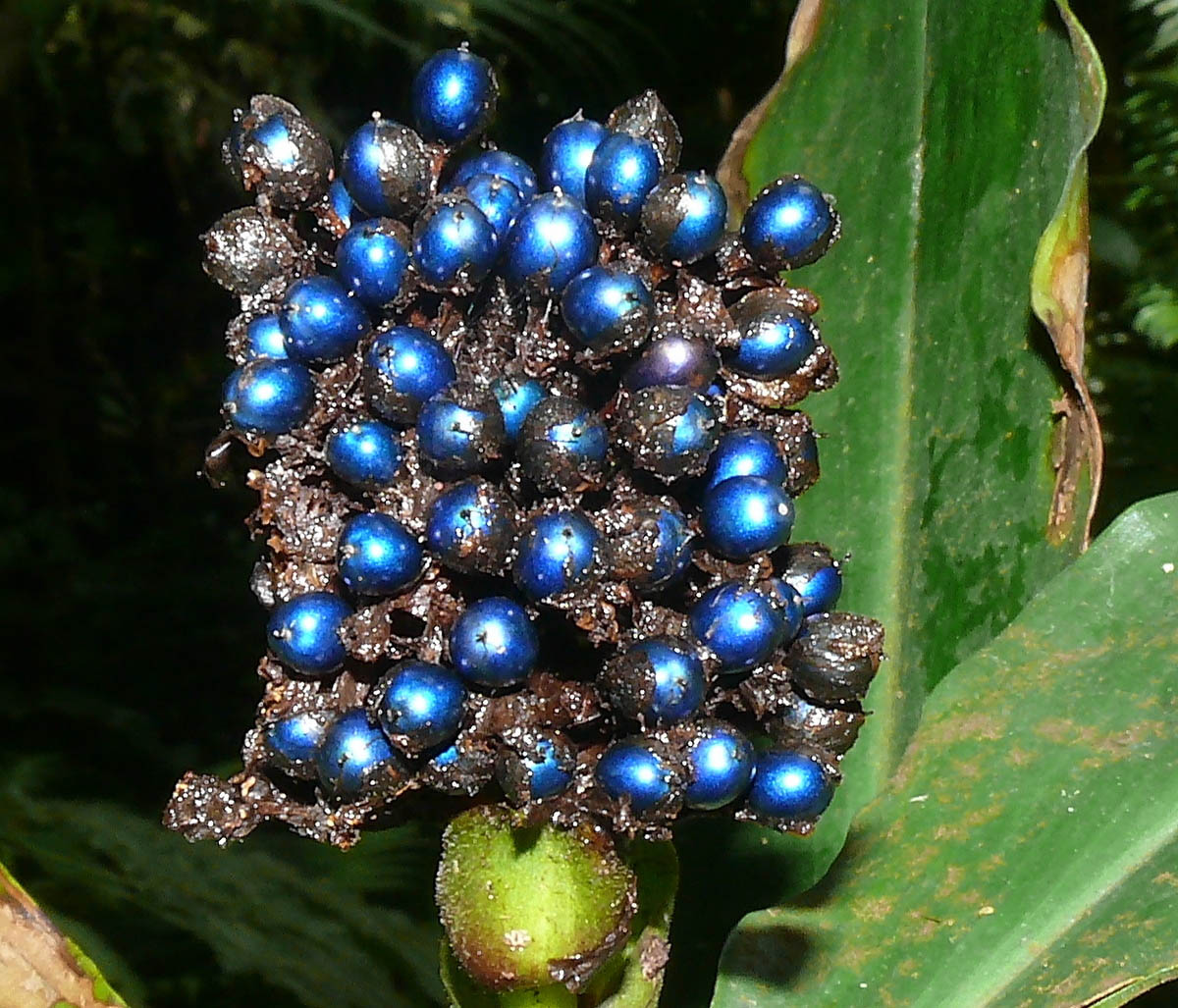
Color estructural en fruto de plantas
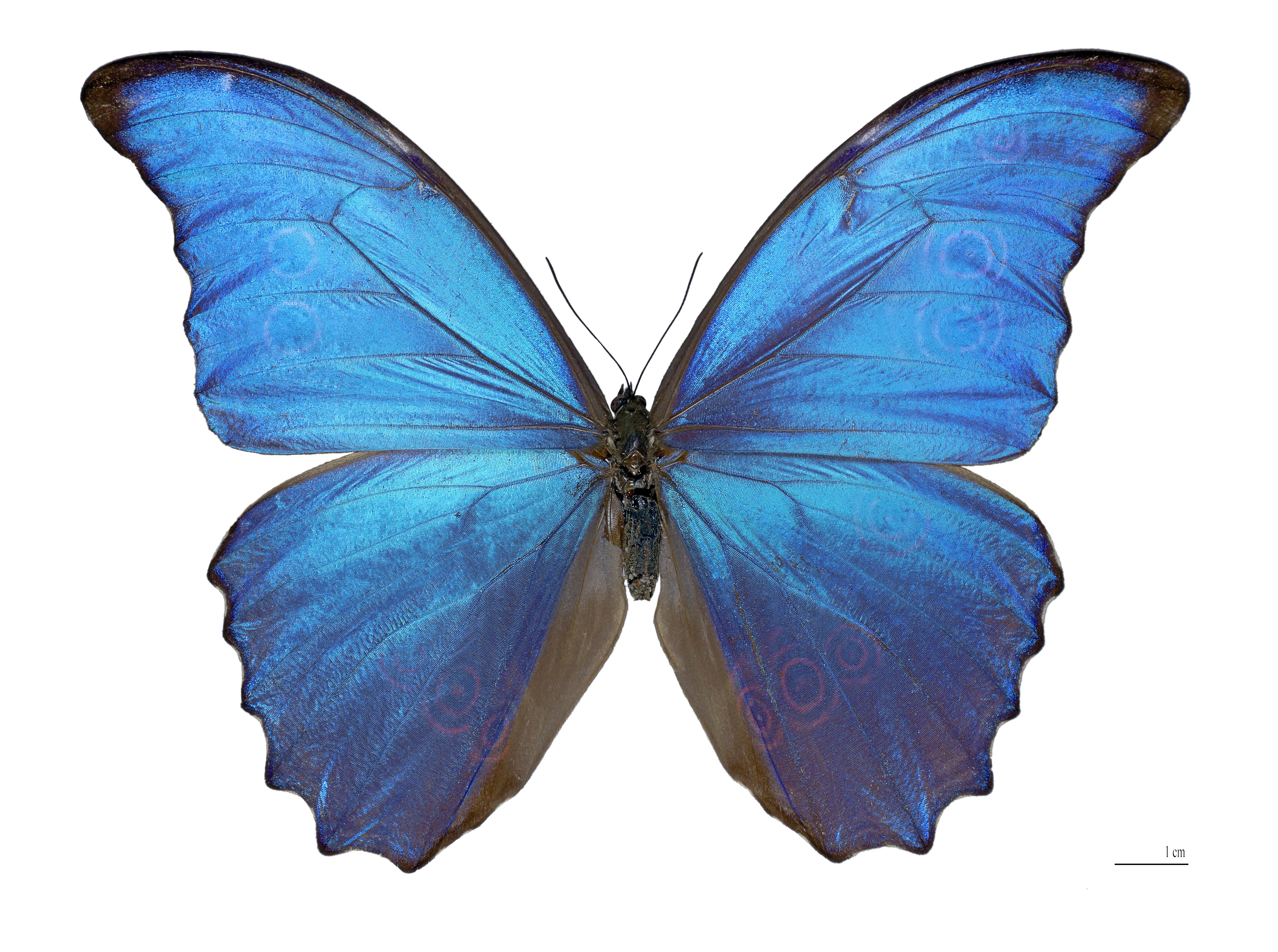
Color azul estructural en mariposas
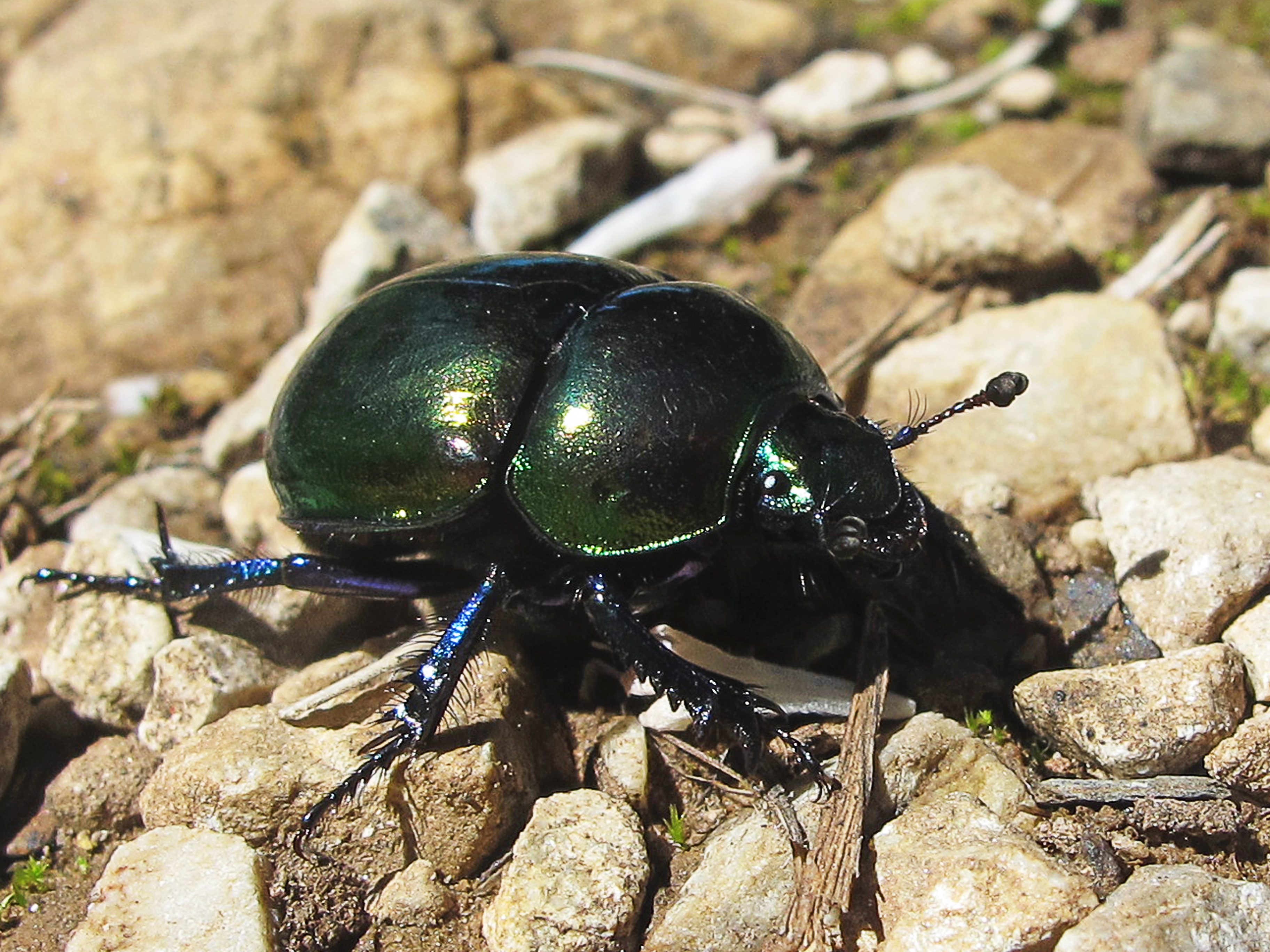
Color estructural en escarabajos
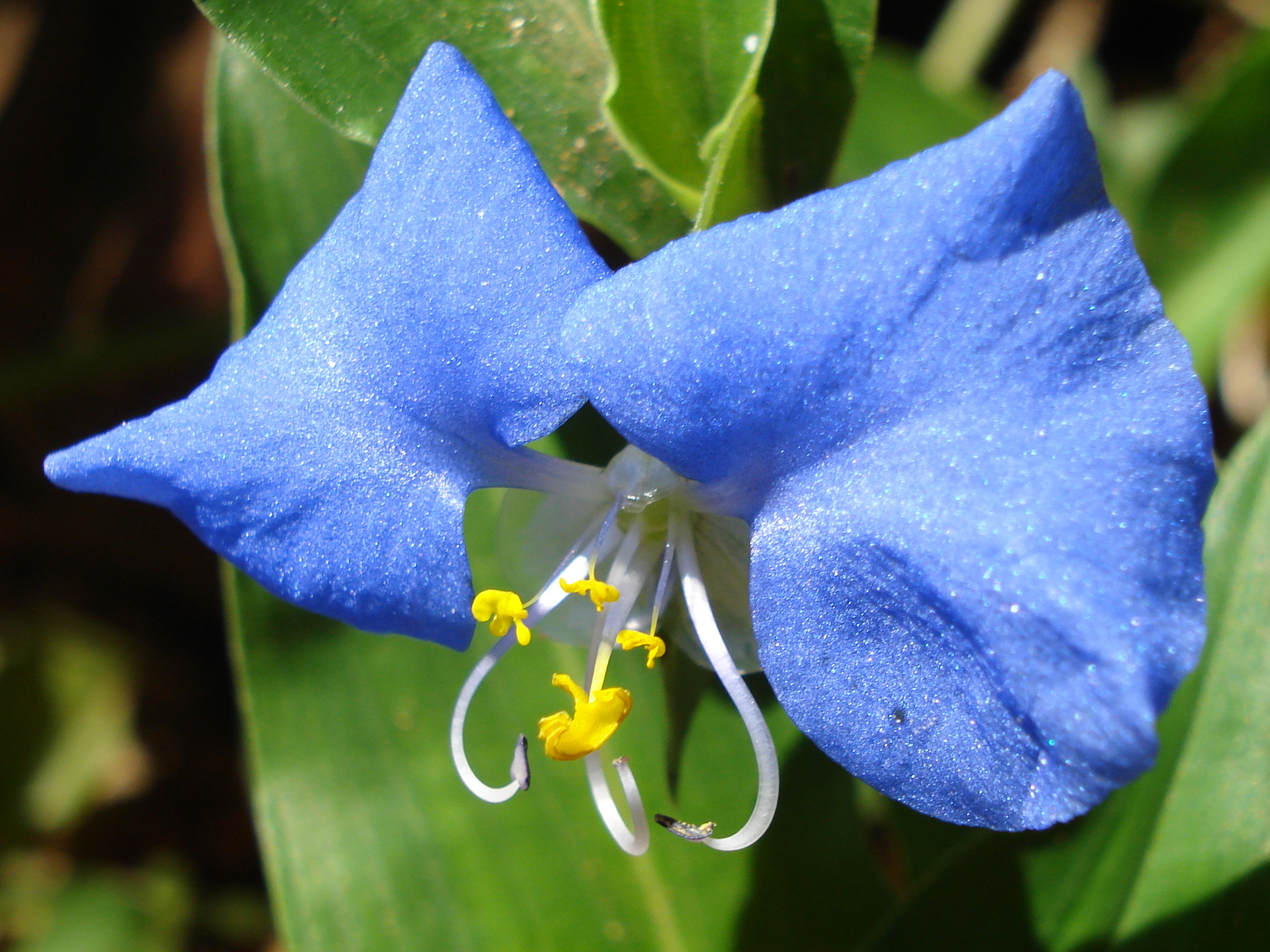
Coloración azul por antocianinas en flores
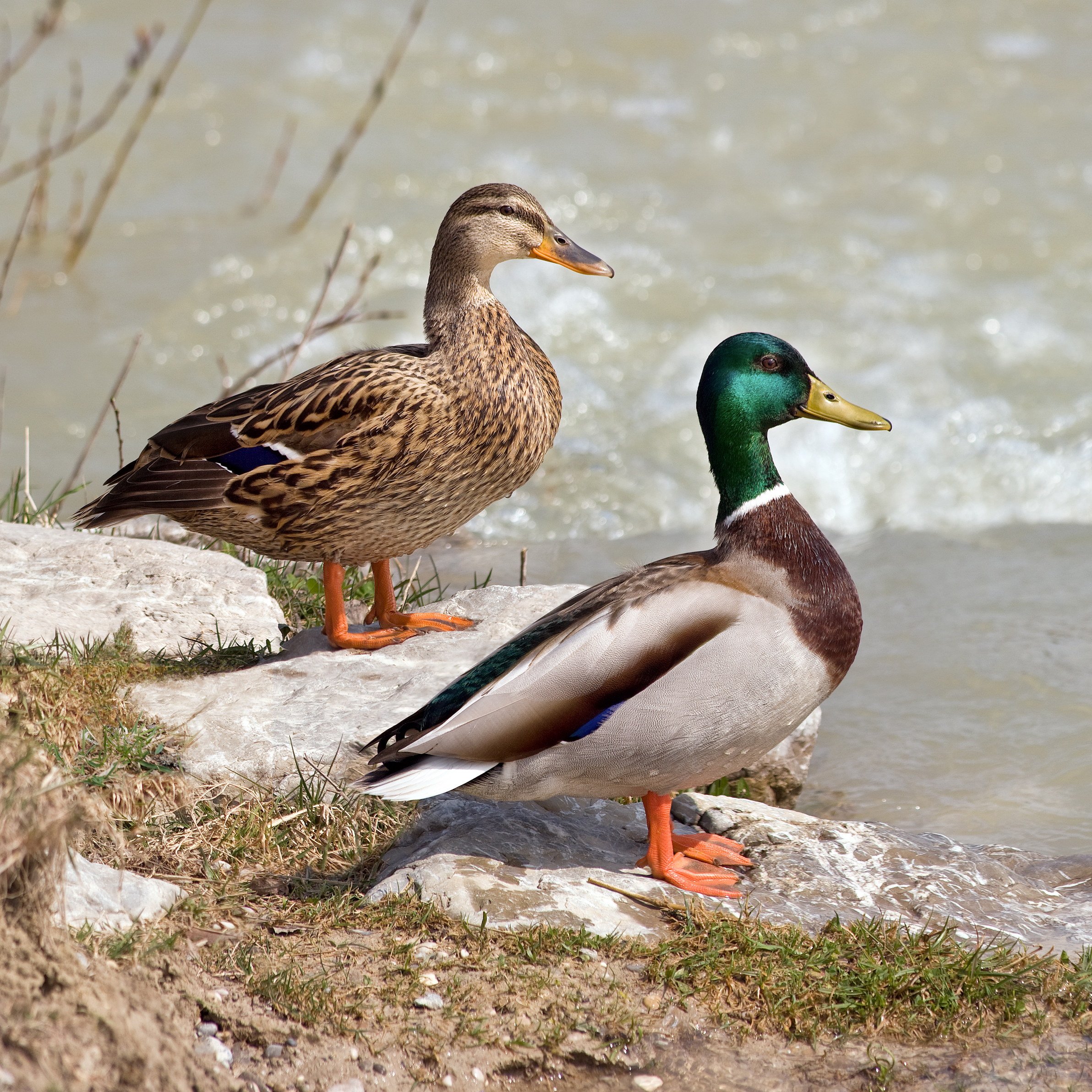
Iridiscencia en la piel del pato es un caso de dimorfismo sexual
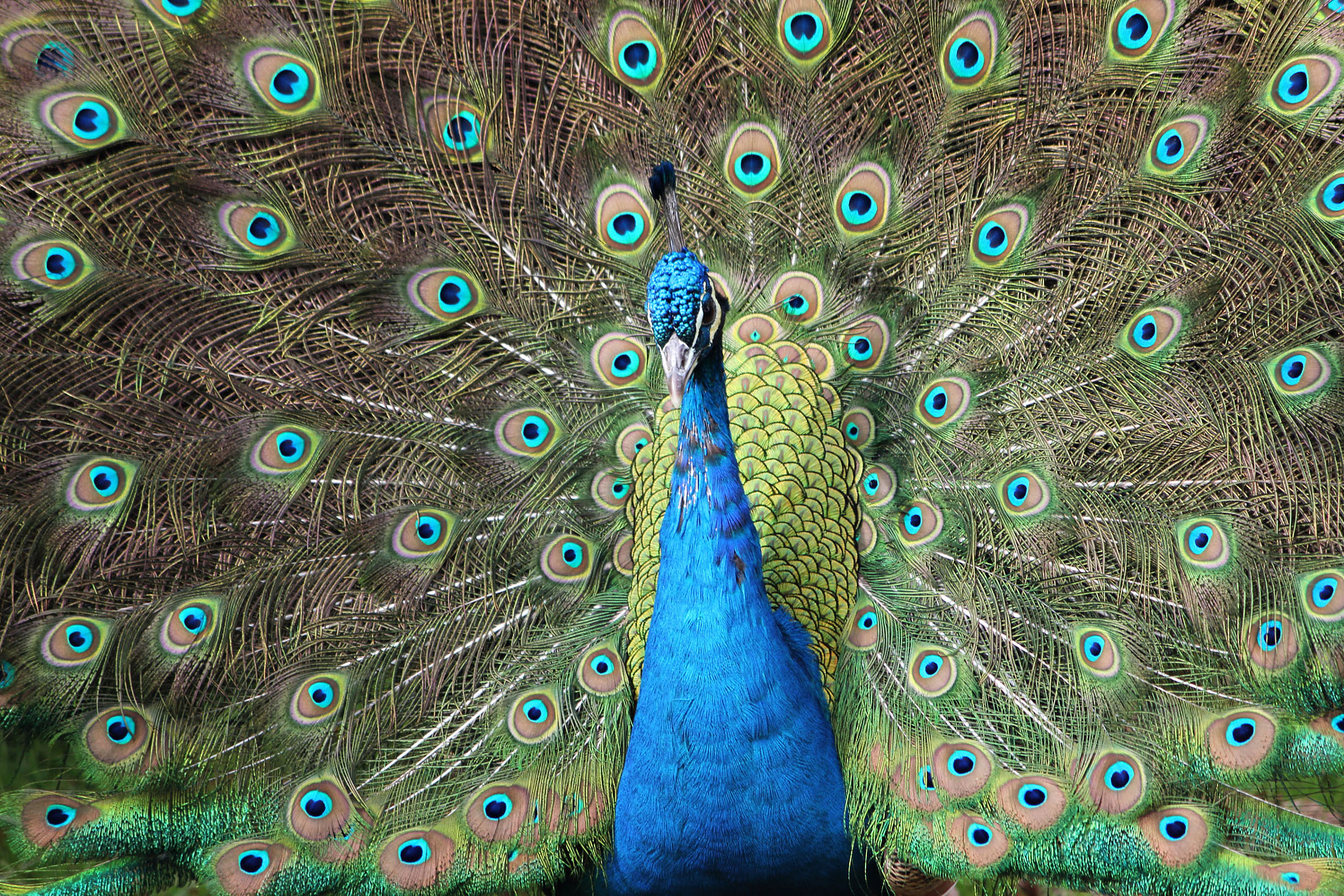
Iridiscencia en las plumas y color estructural azul en la piel
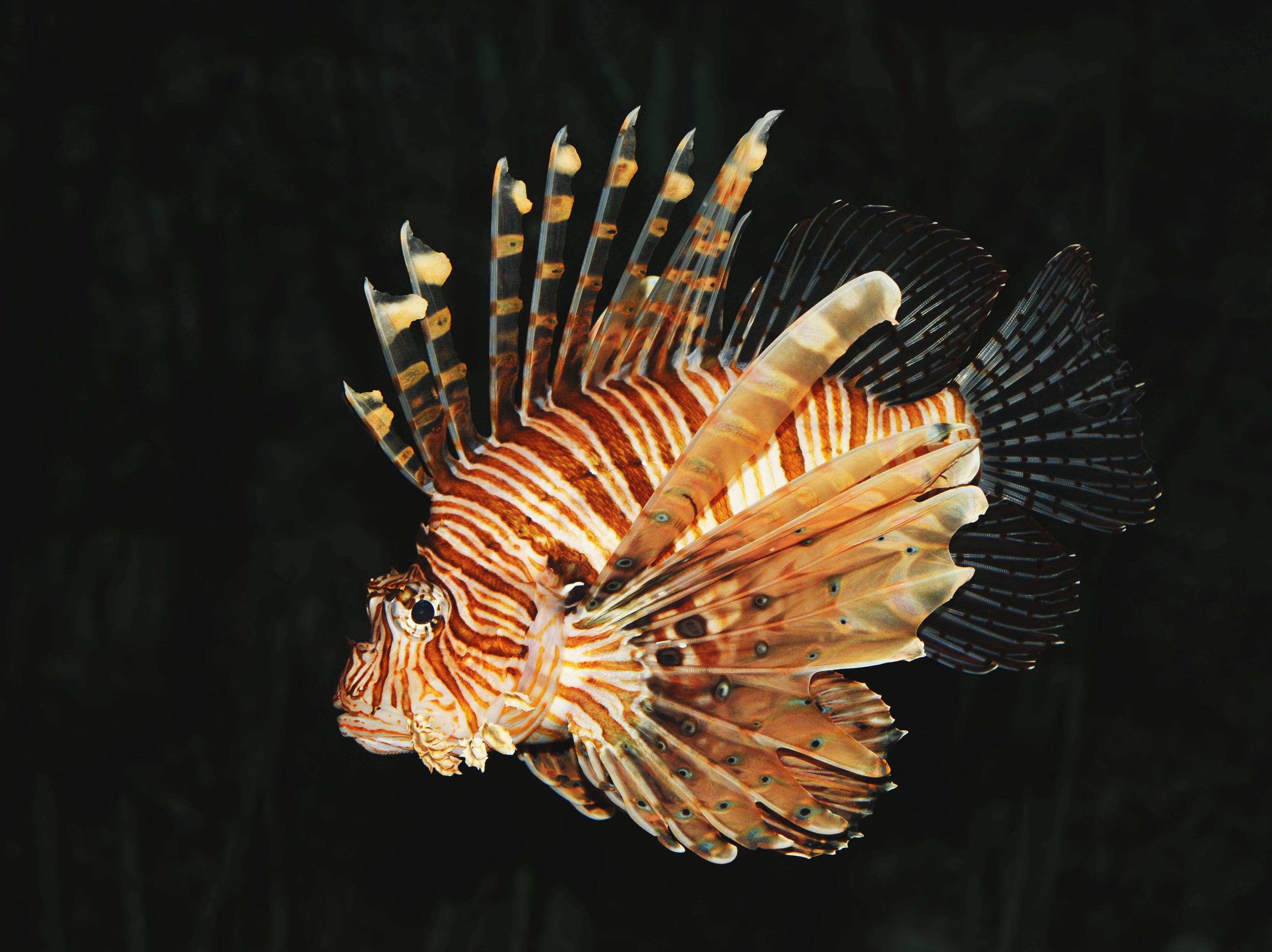
La coloración y los patrones definen la apariencia de los organismos
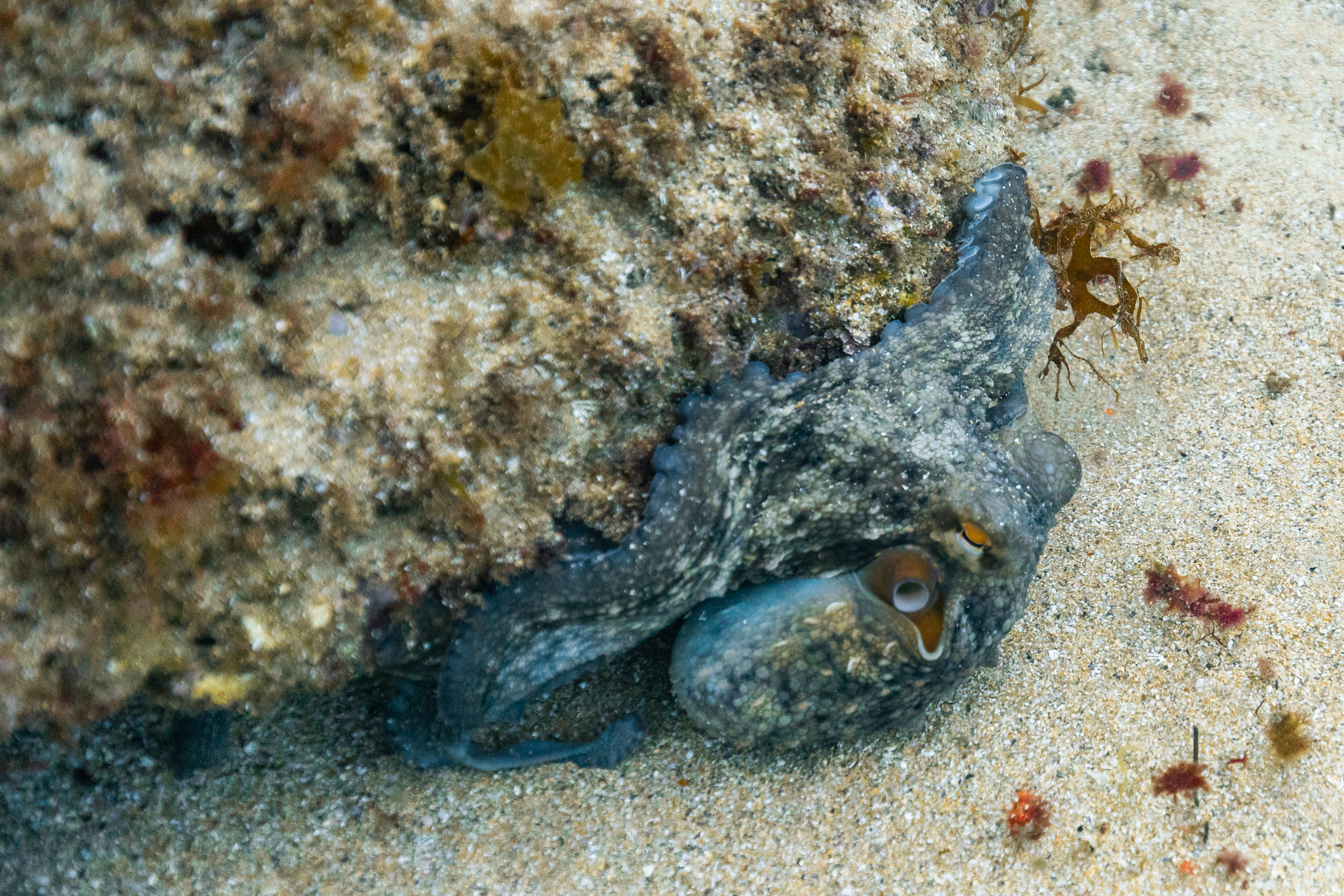
Los organismos pueden cambiar de color ante un estímulo
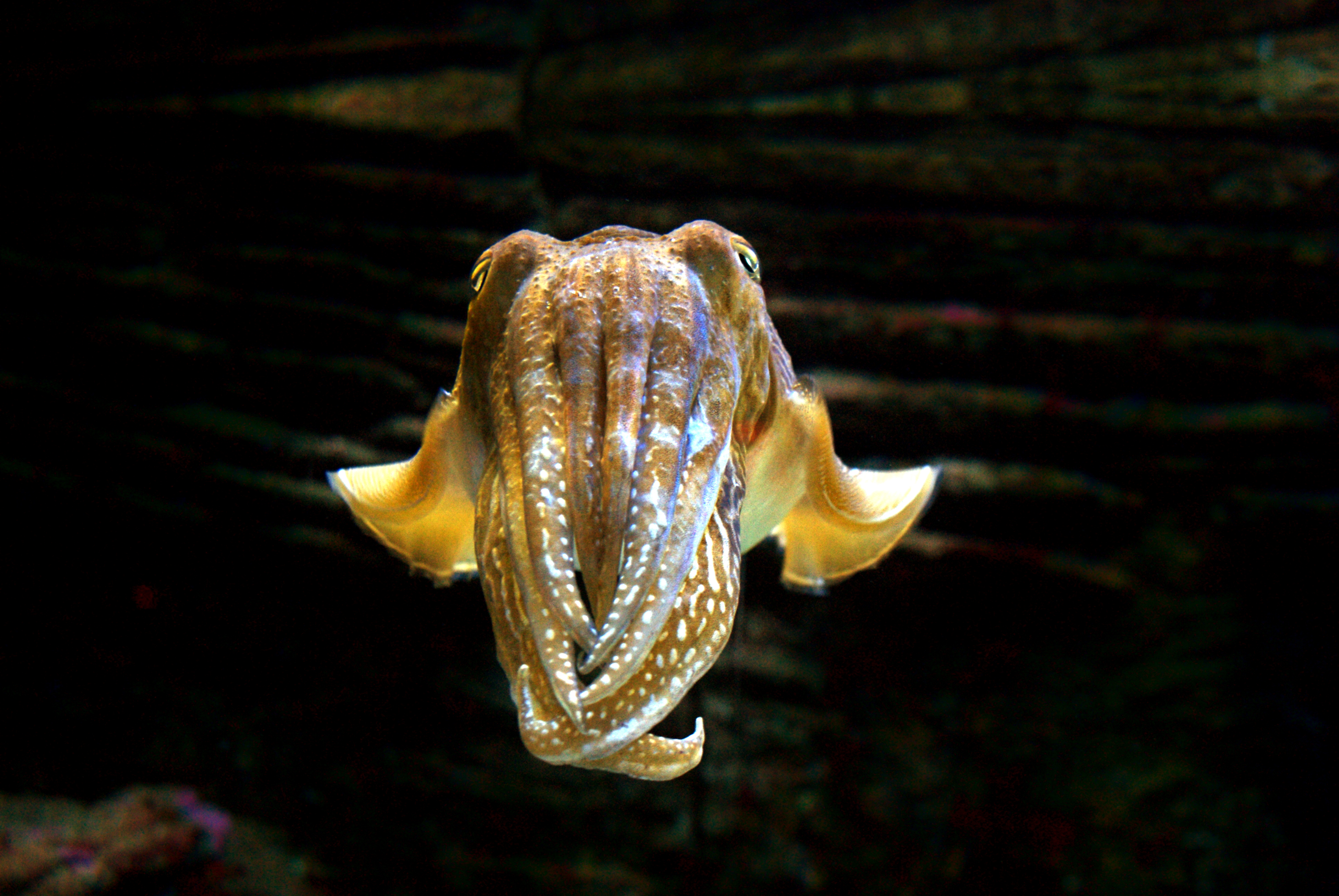
Coloración en moluscos producida por iridóforos
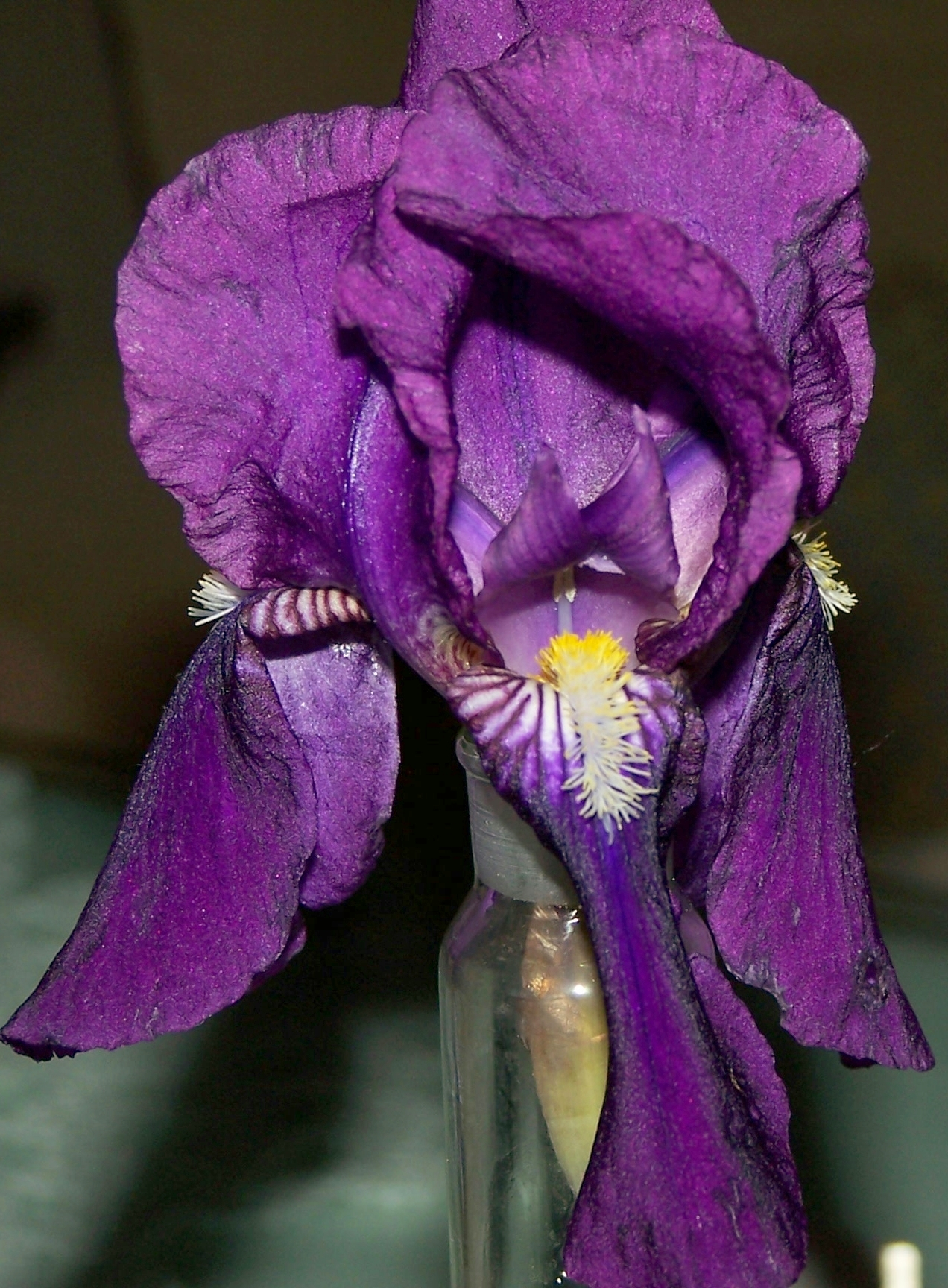
Color producido por antocianina en flores iris
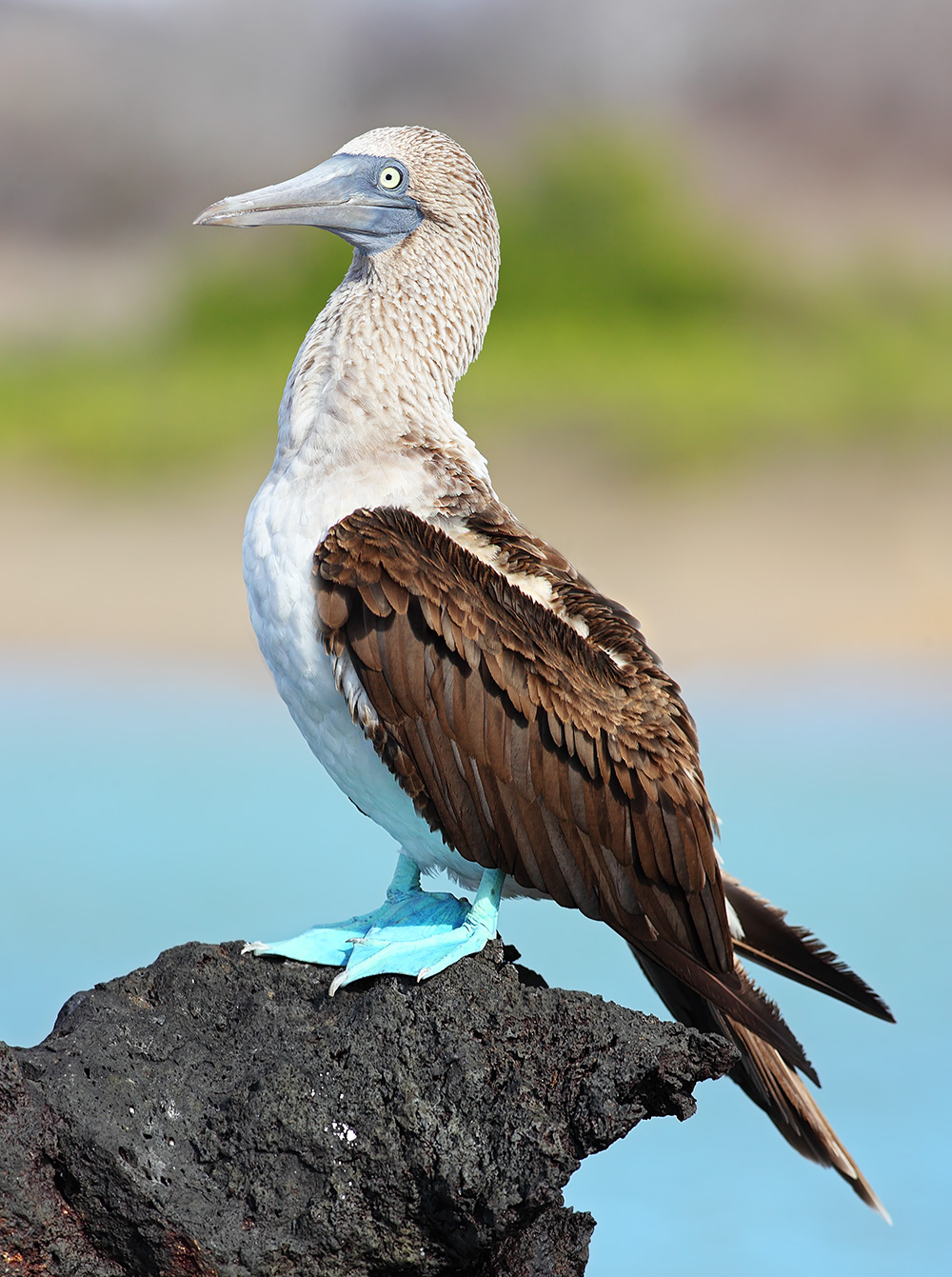
La diversidad de colores se da en diferentes estructuras aquí un pájaro de patas azules
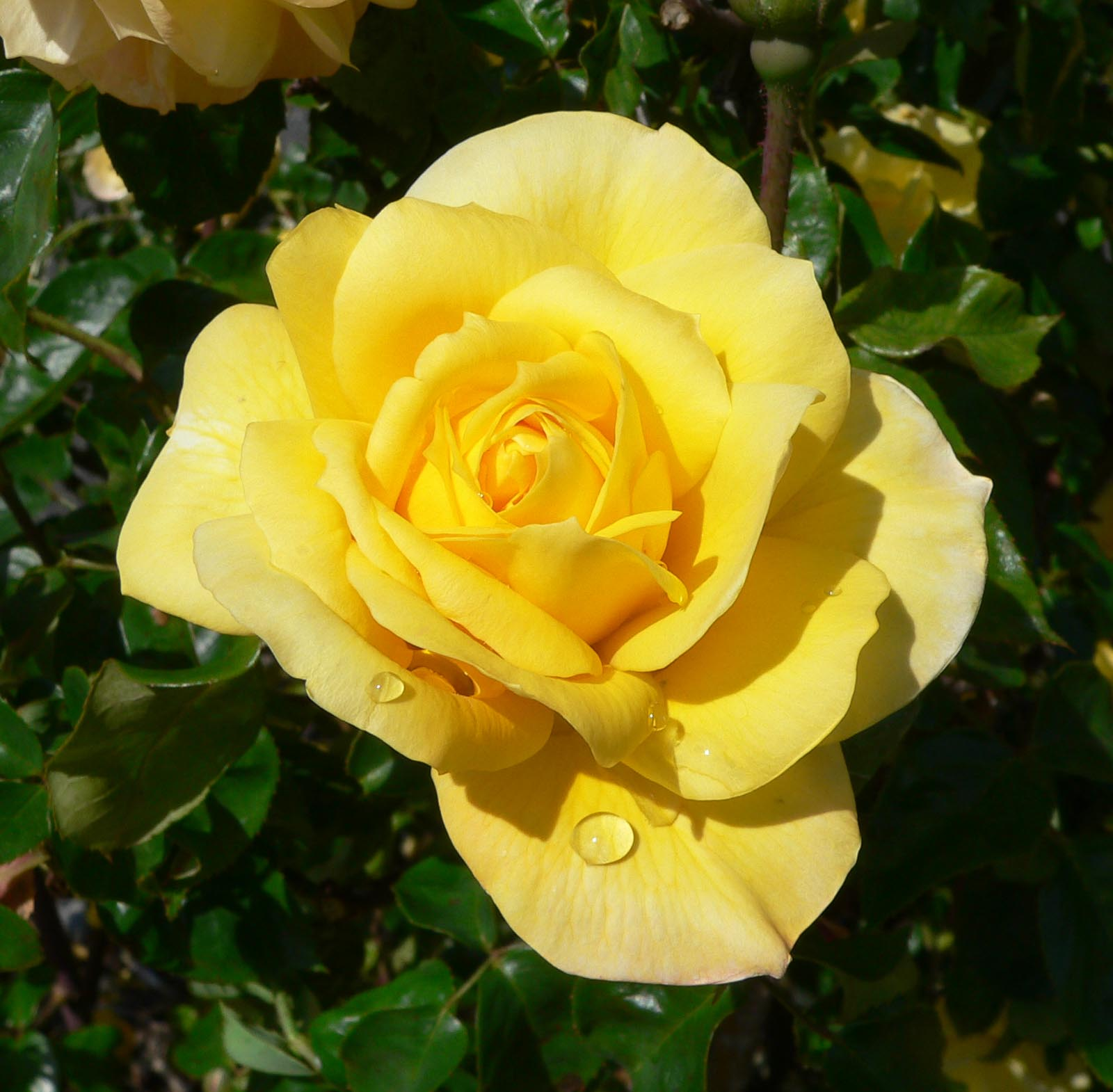
Coloración amarilla producida por pigmentos biológicos
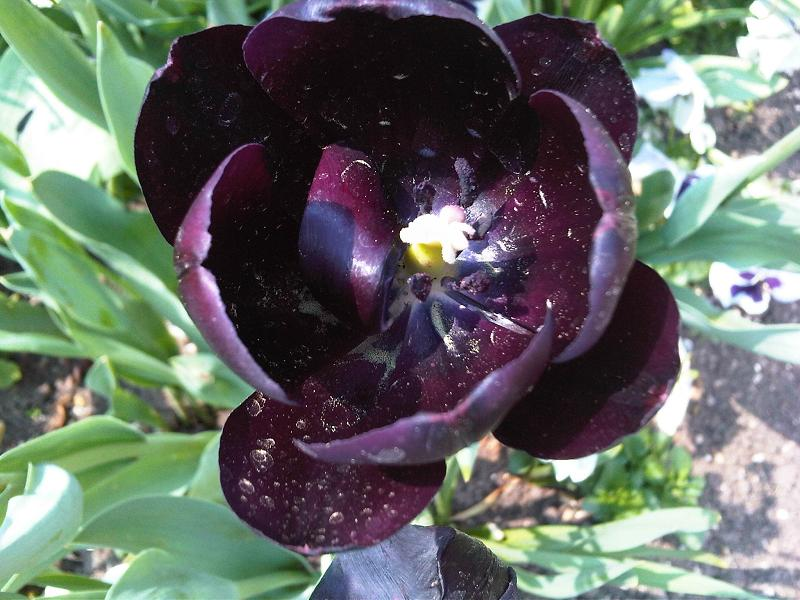
Flor pigmentada con antocianina un flavonoide
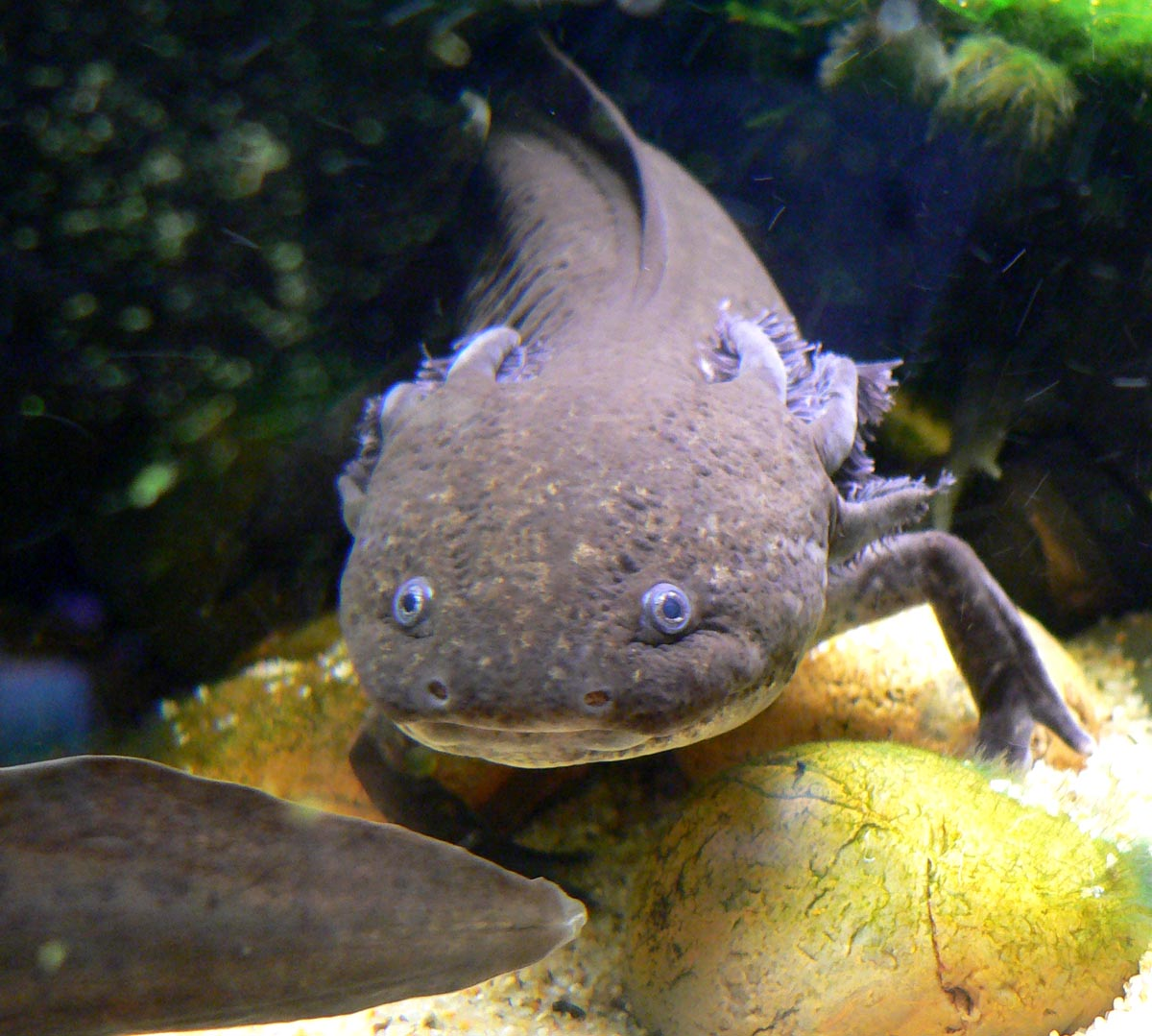
Ambystoma mexicanum
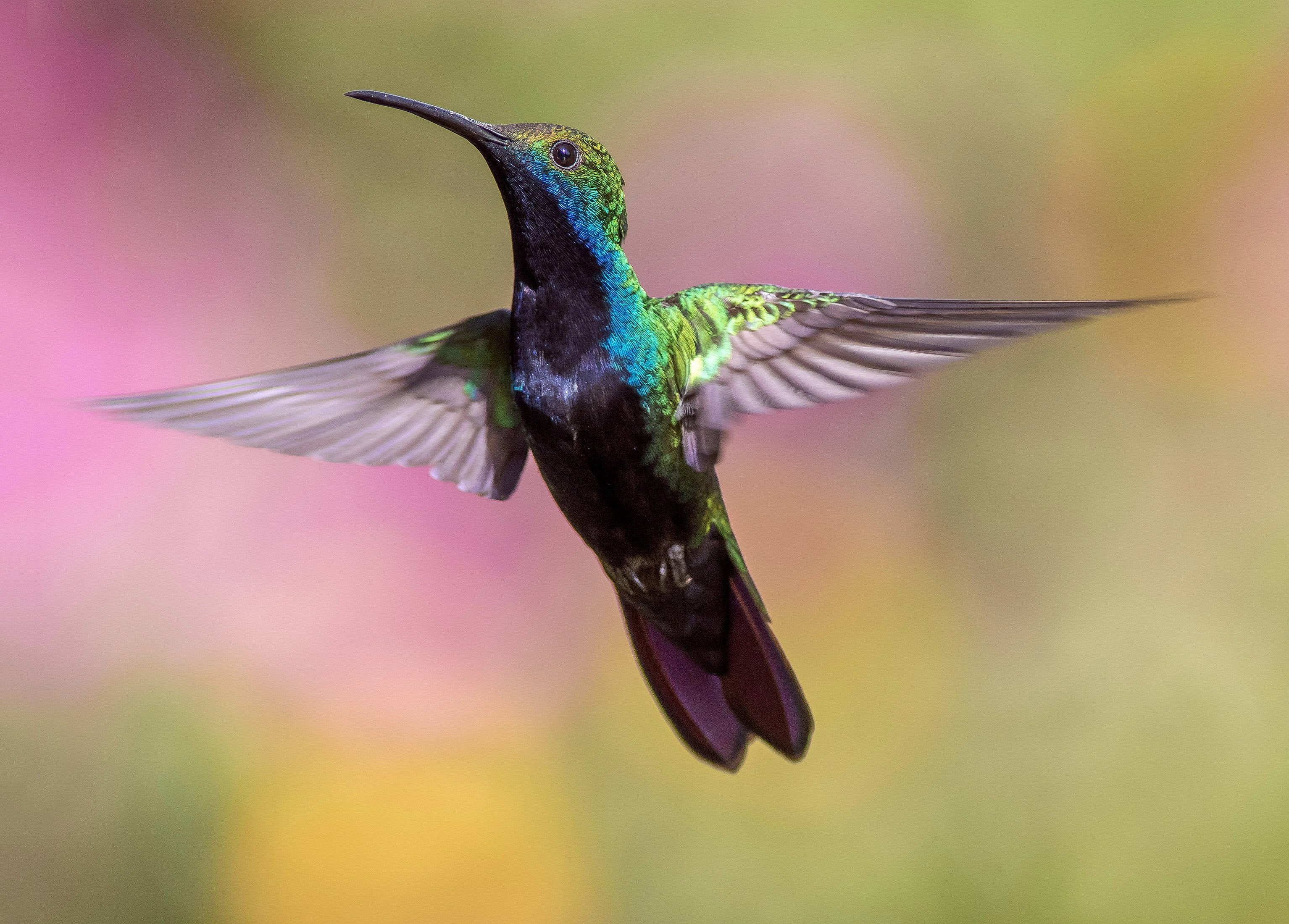
Colibri multicolor
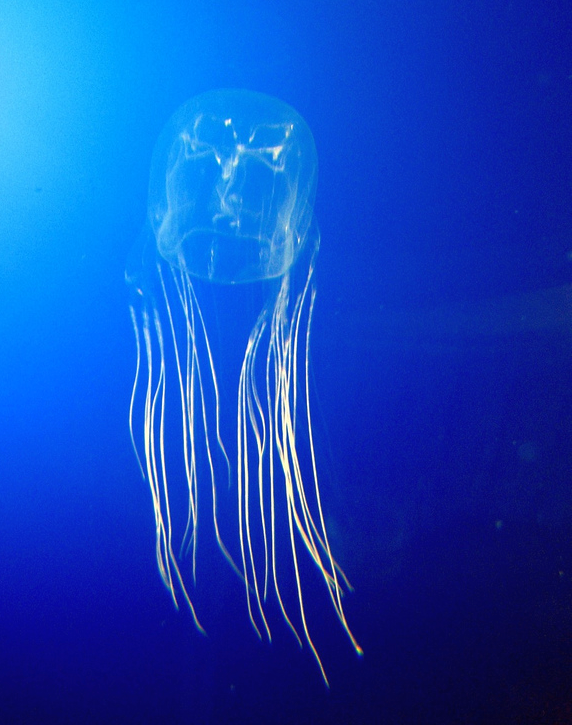
Hay especies translúcidas con capacidad de brillar en la oscuridad.
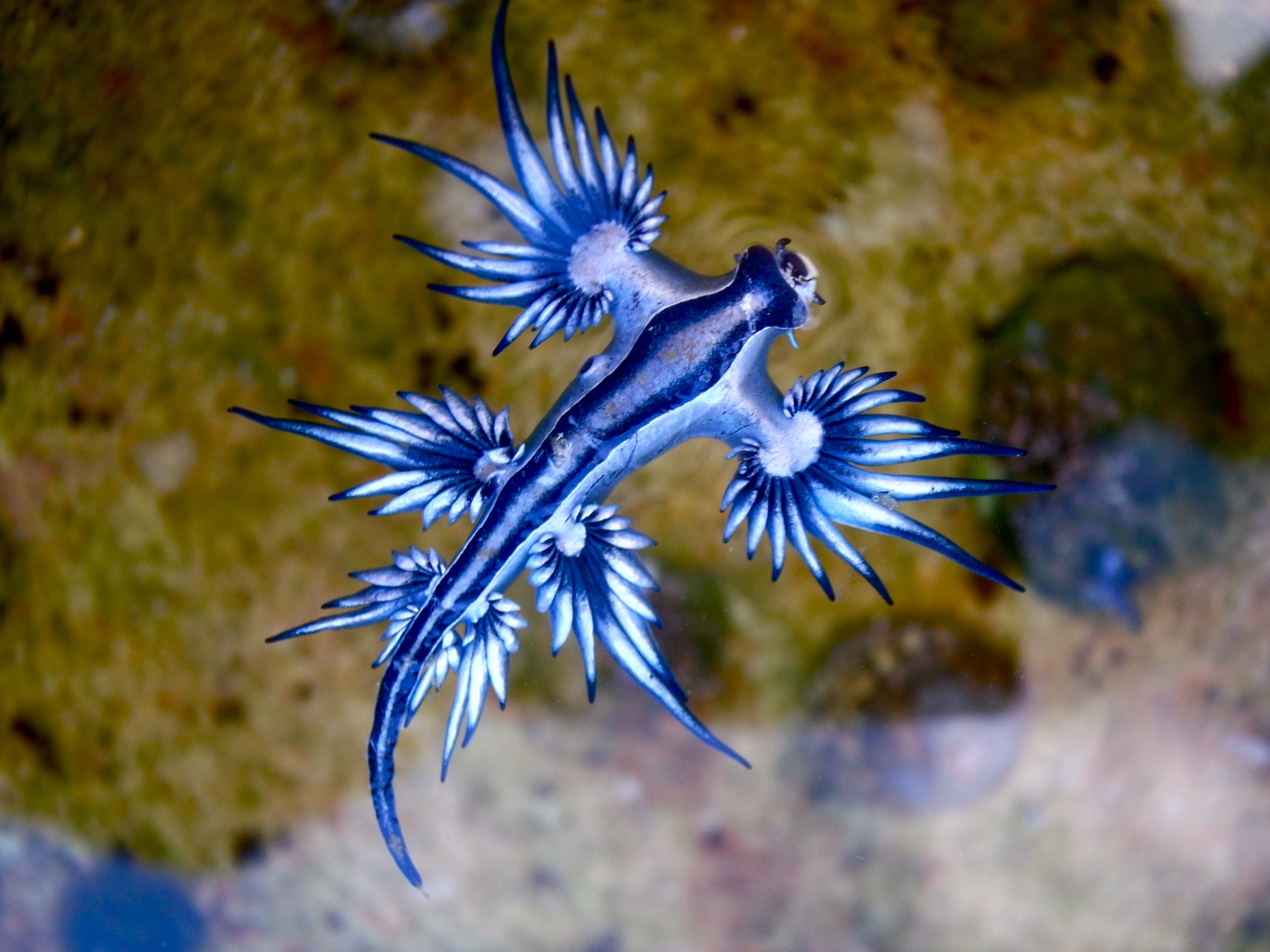
Glaucus atlanticus es un Nudibranquio azul plateado con un tamaño máximo de 35 mm
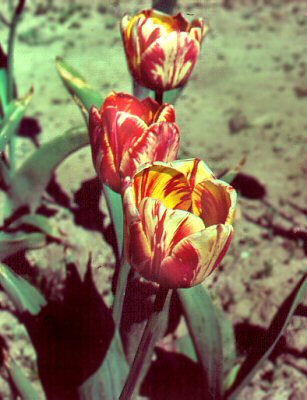
En los tulipanes los mosaicos de colores los producen virus
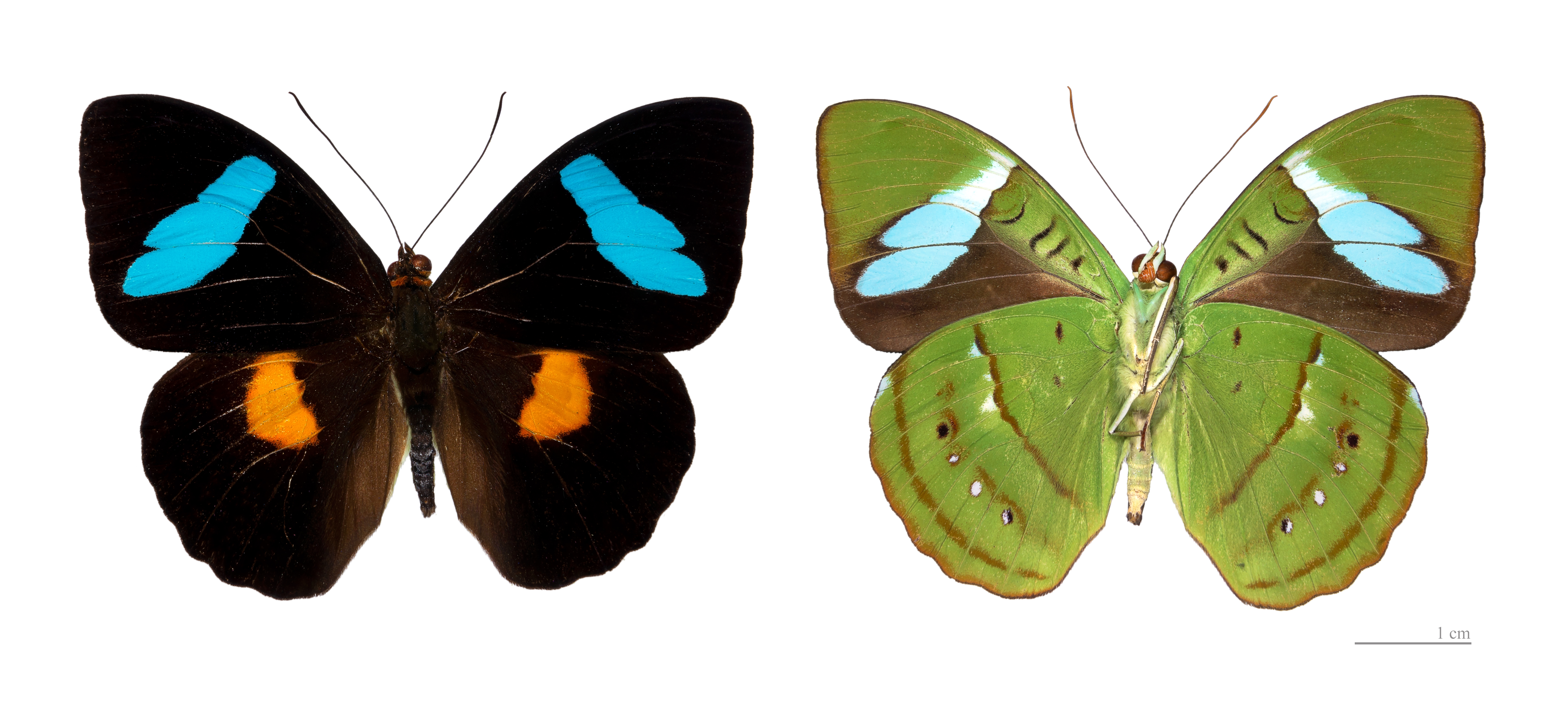
Patrón de coloración en mariposas macho
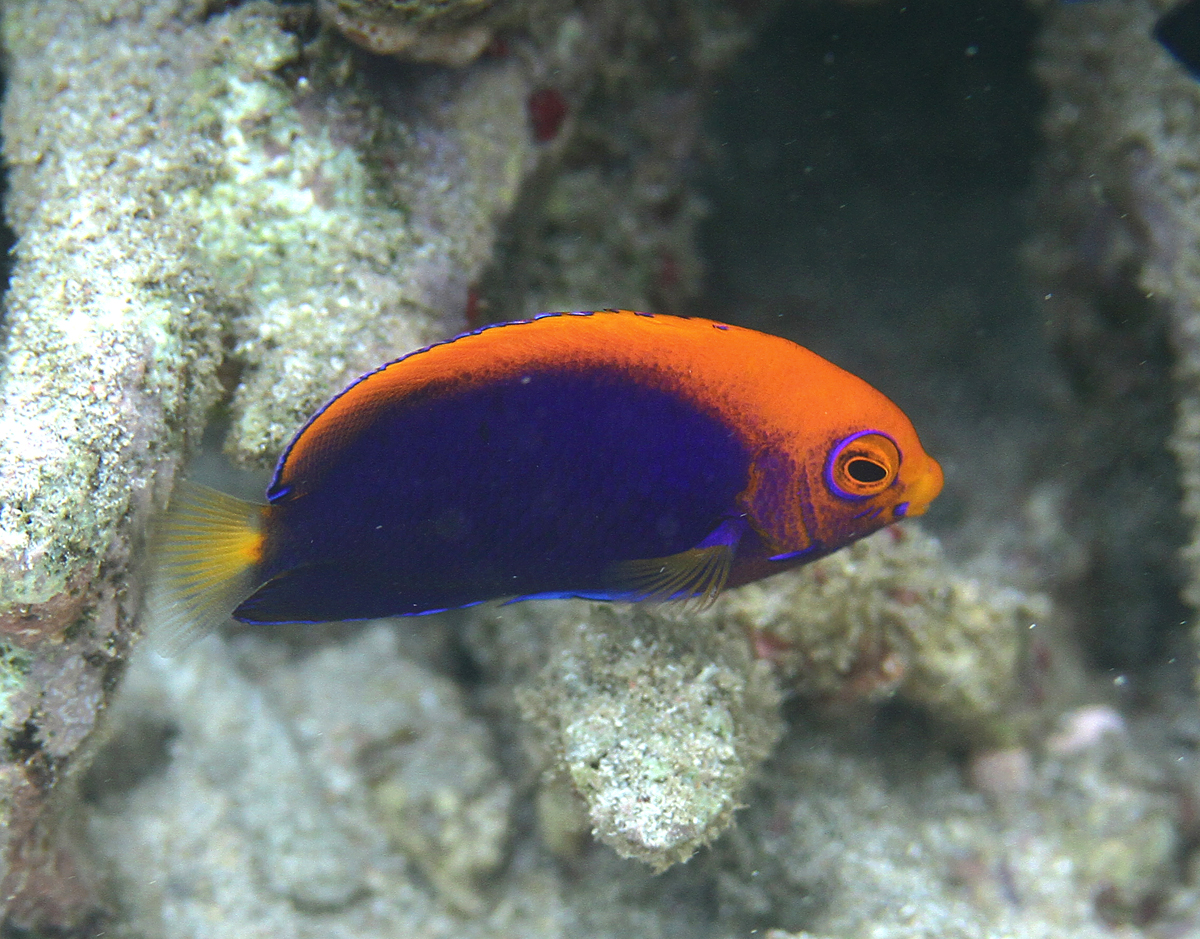
LA coloración azul es común en peces
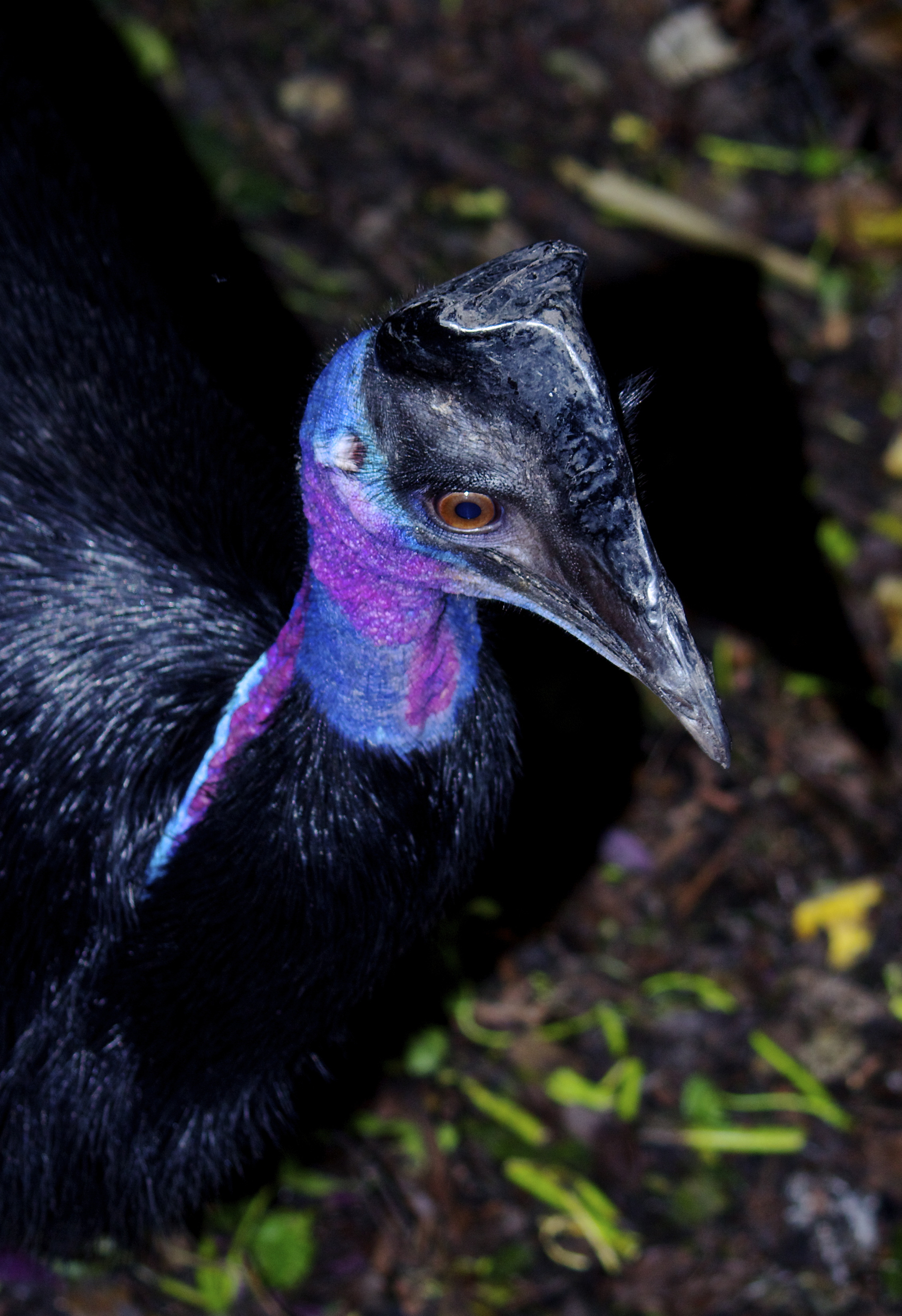
Los patrones de coloración en aves son muy diversos
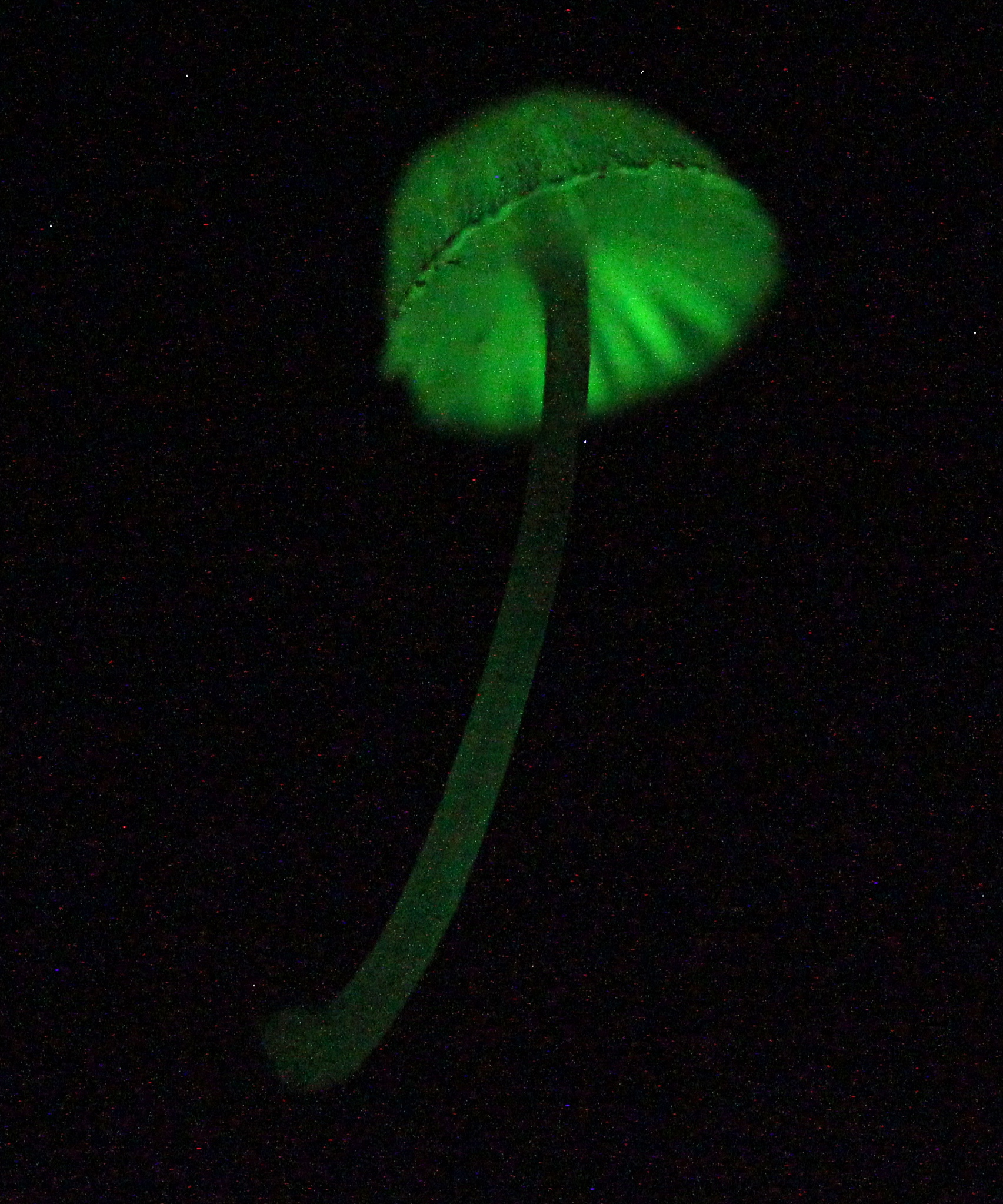
Mycena singeri un hongo bioluminiscente
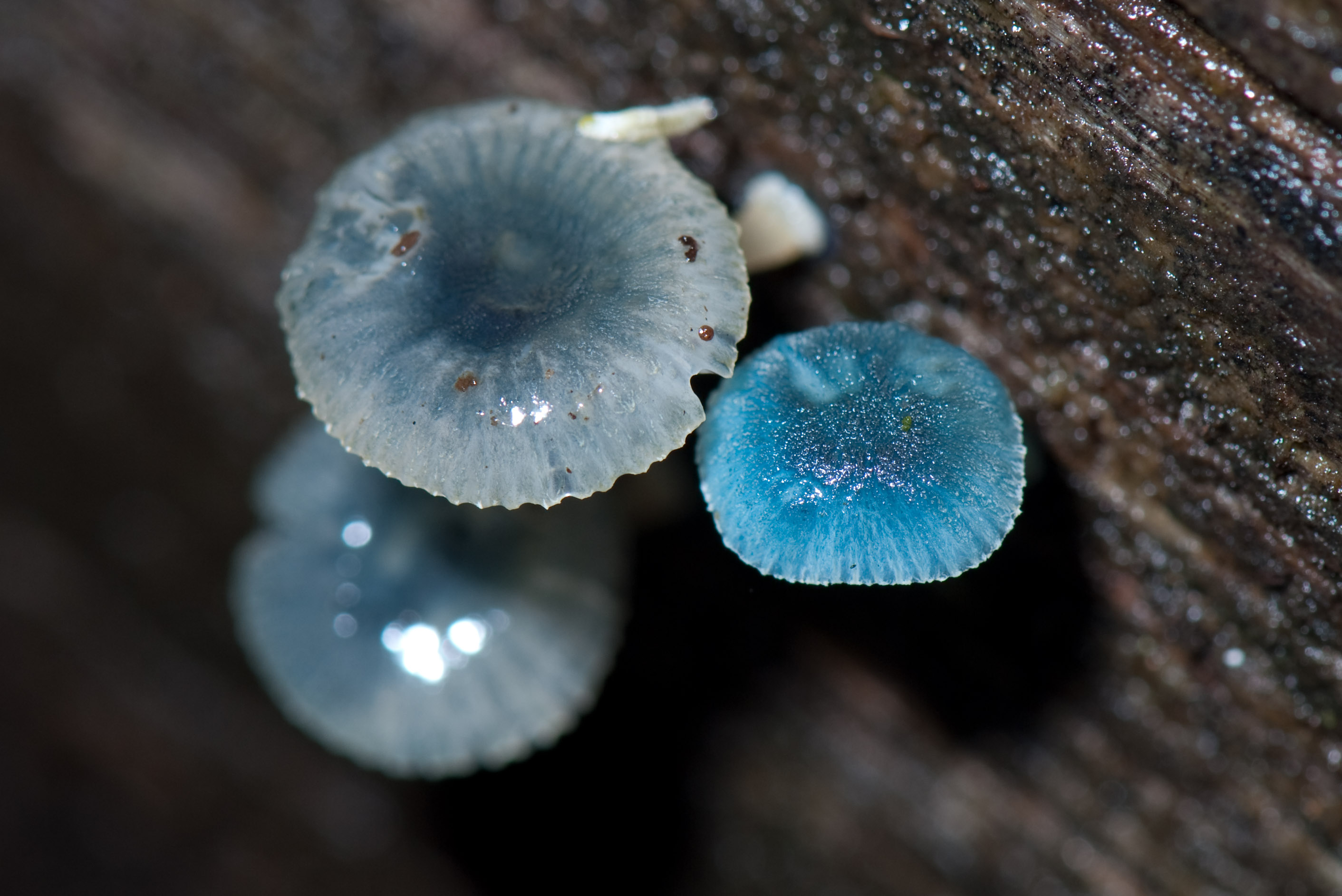
Mycena interrupta  tiene coloración zul
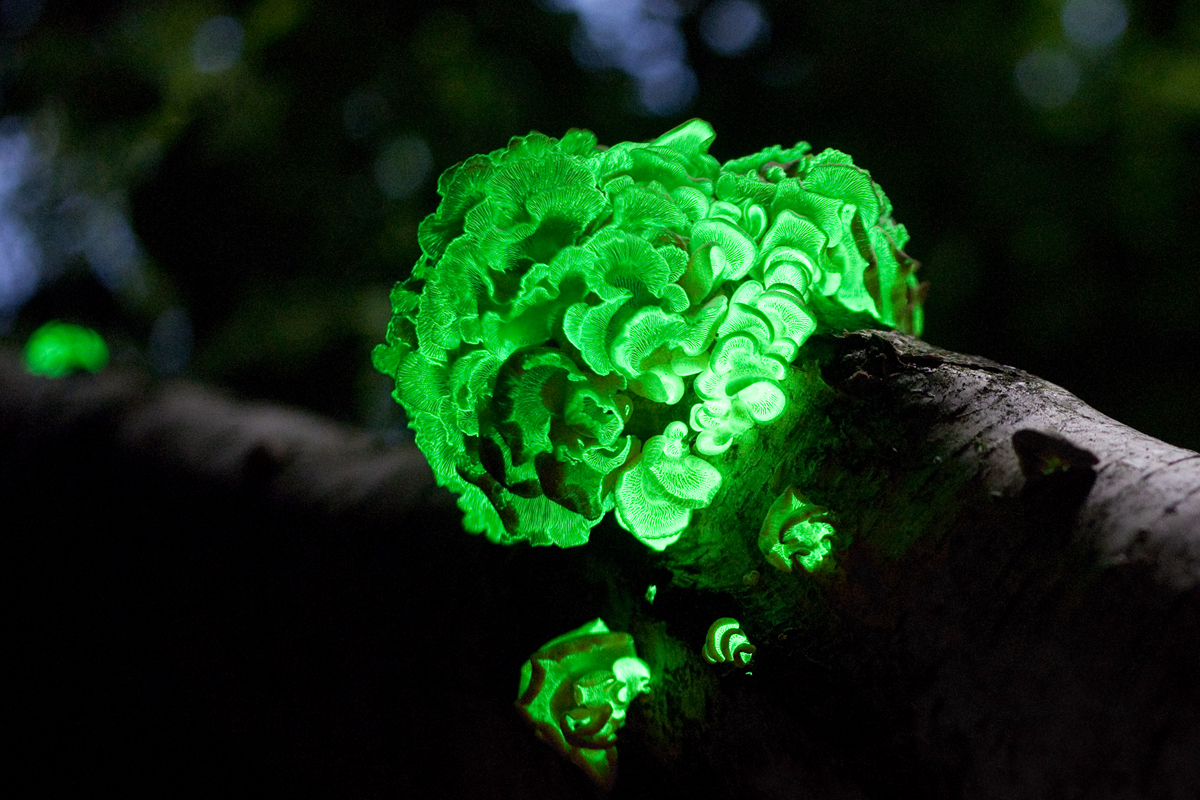
Hongo fluorescente
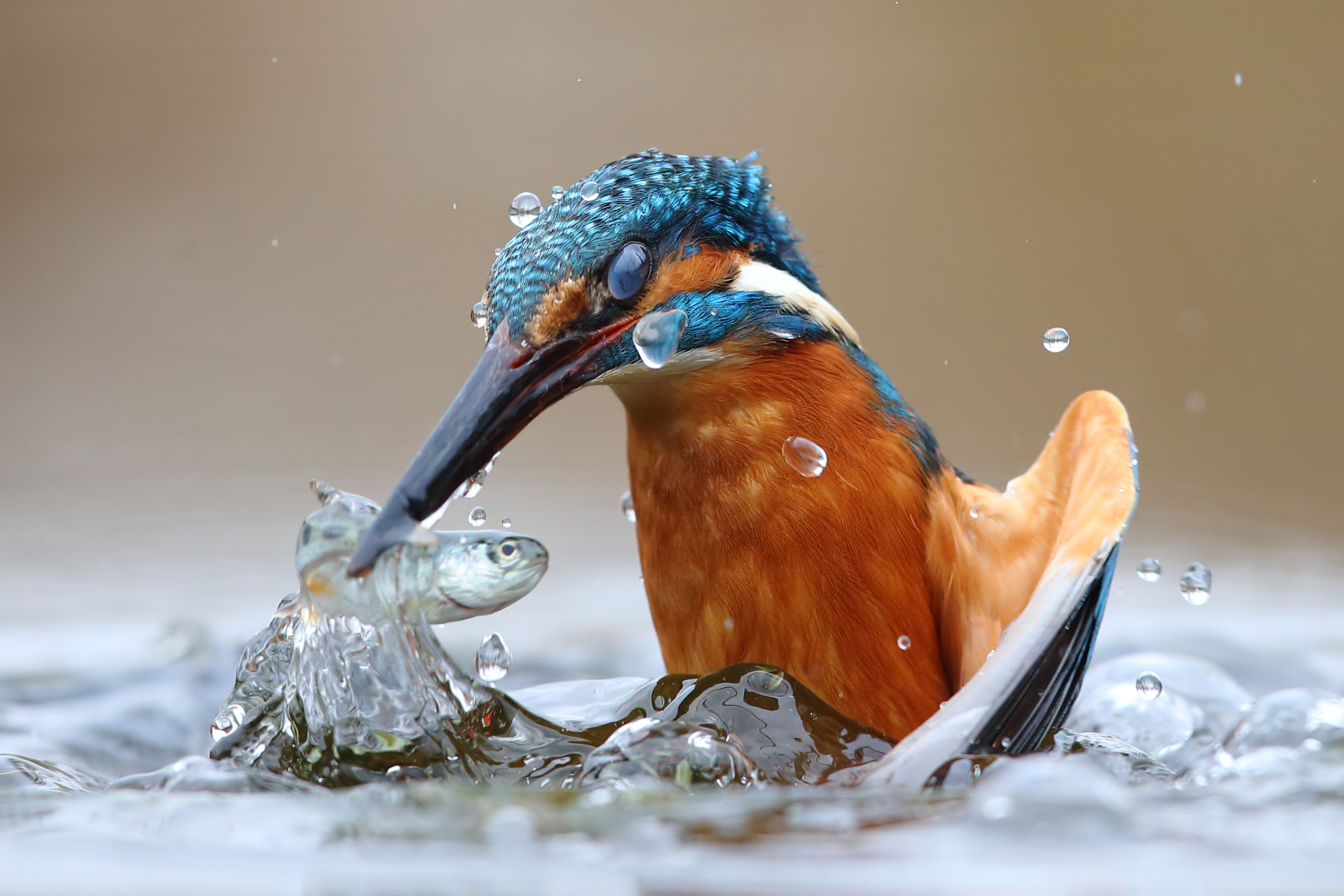
Iridiscencia en la cabeza del Martín pescador

## La visión del color
La percepción del color consiste en la capacidad de distinguir colores, por el contrario la visión implica poder detectar con detalle el tono, la intensidad y el brillo por ejemplo, para esto existen en los seres vivos pigmentos visuales que son proteínas como las opsinas, rodopsinas y melanopsinas  que funcionan como fotorreceptores que se localizan en las células fotoreceptoras (conos y bastones) de la retina del ojo, el órgano visual de los animales.
El tipo y la cantidad de opsinas varia entre los distintos taxones. Este es un campo de estudio ampliamente desarrollado y muy activo dentro de la biología del color estudiado por biólogos, neurocientíficos, oftalmólogos y etólogos en que aplican diversas técnicas como la fotografía, la biología computacional, la microscopia y la biología molecular para entender las distintas maneras en las que ven y procesan el color los animales.  Estos estudios generalmente se centran en los humanos y en algunos modelos de organismos invertebrados y vertebrados para determinar la cantidad de conos que tienen y entender cómo se procesa y se percibe el color en cada caso, así como algunas de su deficiencias.
Las categorías de visión del color se pueden hacer con base en la cantidad de colores que se visualizan en dicromático para dos y así sucesivamente, tricomático, hasta pentacromatismo.

## El color en los seres vivos

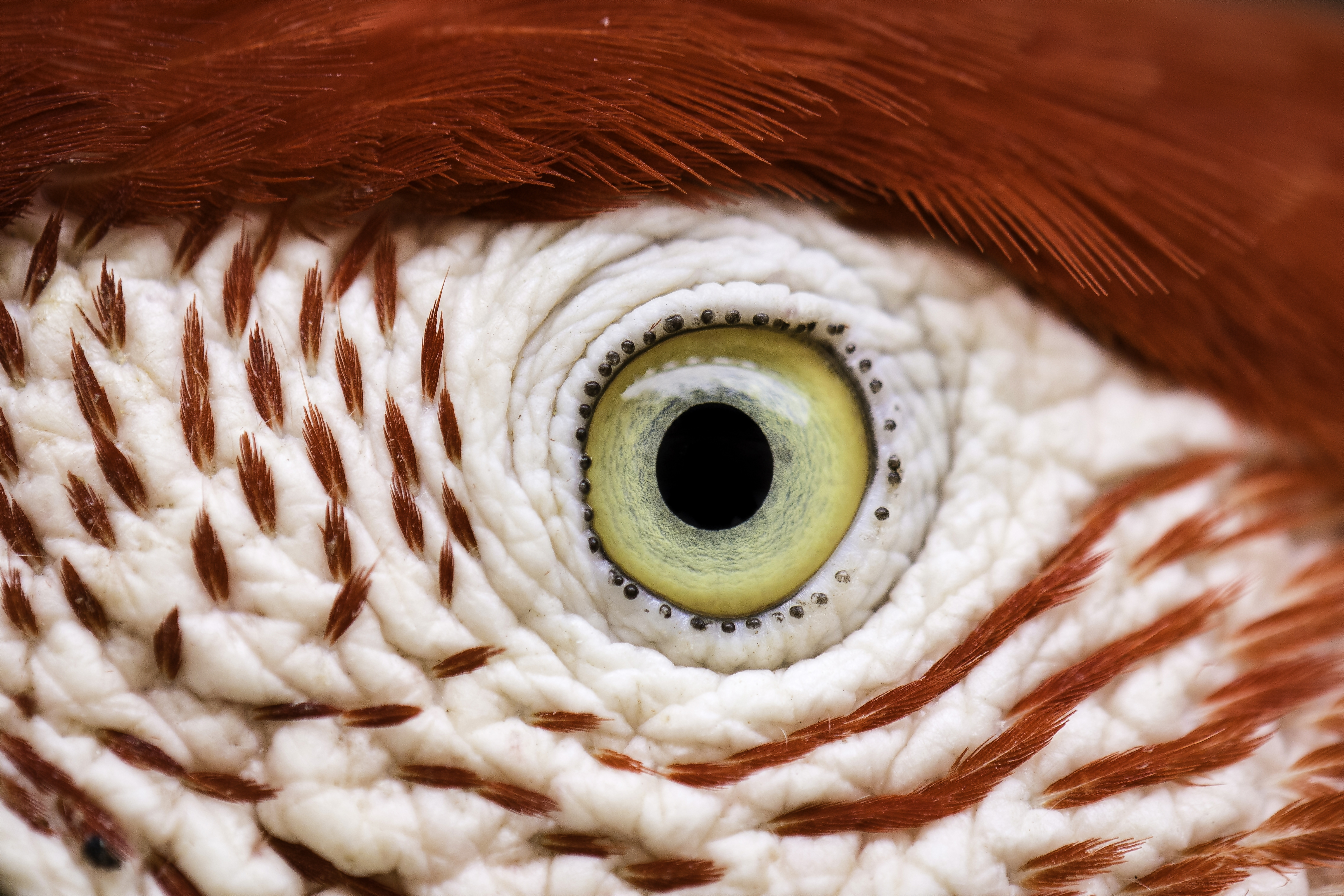
En la retina del ojo se procesa el color por medio de las opsinas de los bastones, la cantidad y el tipo de opsinas varia entre los taxones

Existen una gran cantidad de proyectos de enseñanza, difusión, ciencias ciudadana y juegos disponibles para aprender, interactuar y divertirse usando el color y la visión en los seres vivos.

### Juegos científicos
Se han diseñado una gran cantidad de juegos y actividades digitales que permiten aprender y entretenerse con temas de la biología del color, muchos de ellos están realizados por instancia de investigación y enseñanza, tal es el caso de: "La biología del color en la piel" que explica este fenómeno de una manera dinámica e interactiva, "Encuentra la mariposa Archivado el 20 de mayo de 2021 en Wayback Machine." que aborda el camuflaje, "Encuentra la mariposa Archivado el 20 de mayo de 2021 en Wayback Machine." para distinguir mariposas aposemáticas de las miméticas

### Ciencia ciudadana
Respecto a las actividades que pueden realizar los ciudadanos para participar en la ciencia del color en los seres vivos esta contribuir con imágenes en proyectos como inaturalist.

#### Laboratorios que investigan el color o la visión del color en los seres vivos
- CamoLab
- Lund Vision Group
- Sussex Group
- Ecology of vision
- Karmi Lab
- Hines Lab
- Laboratory of Artificial & Natural Evolution
- The Integrative Evolutionary Biology (IEB) lab
- Reinke Lab
- Ecology of Vision Bristol

- Datos: Q105096490